# Biserica Sfinții Arhangheli din Băcâia

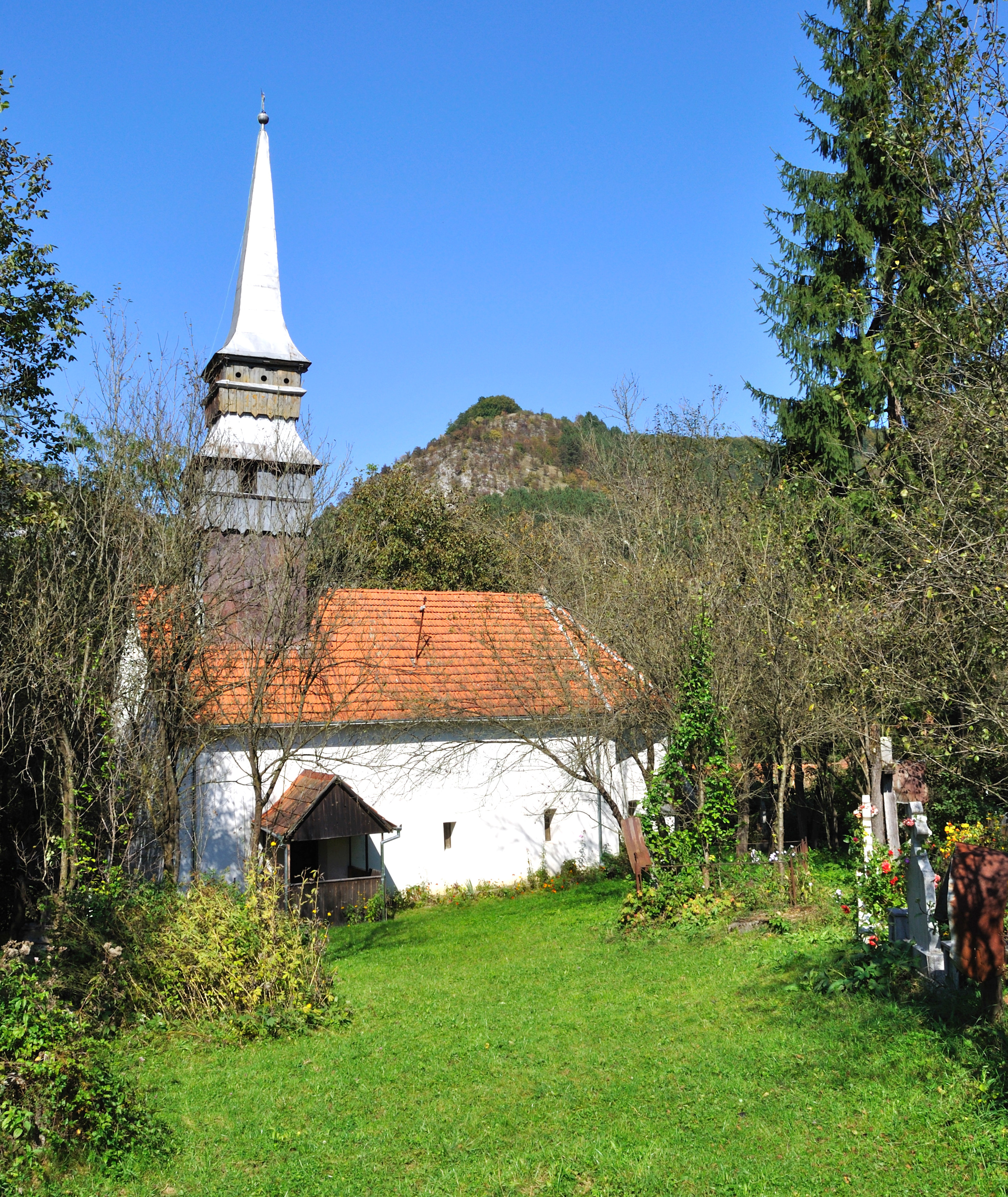
Biserica „Sfinții Arhangheli” din Băcâia, județul Hunedoara, foto: septembrie 2010.

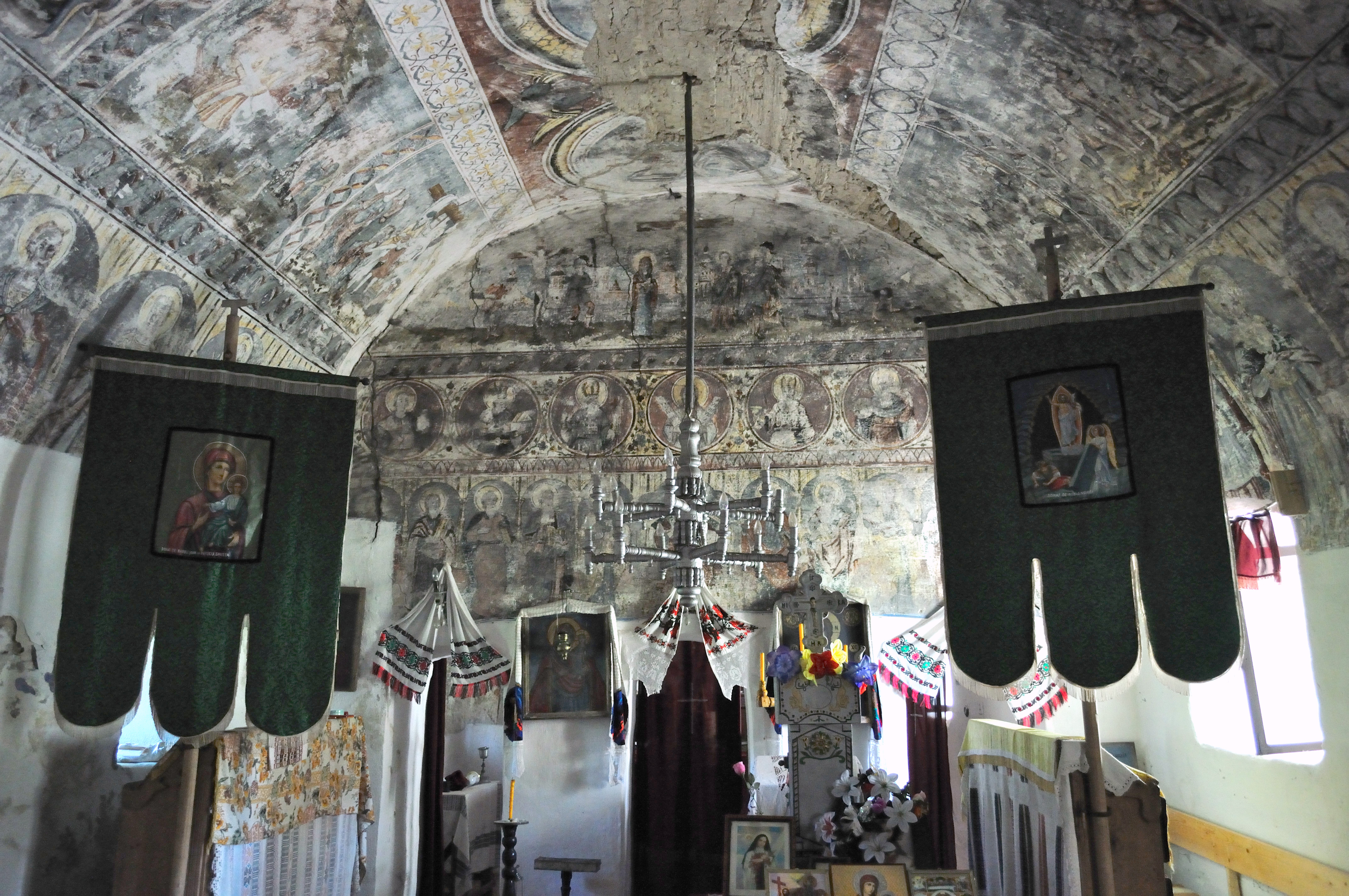
Interiorul navei spre iconostas

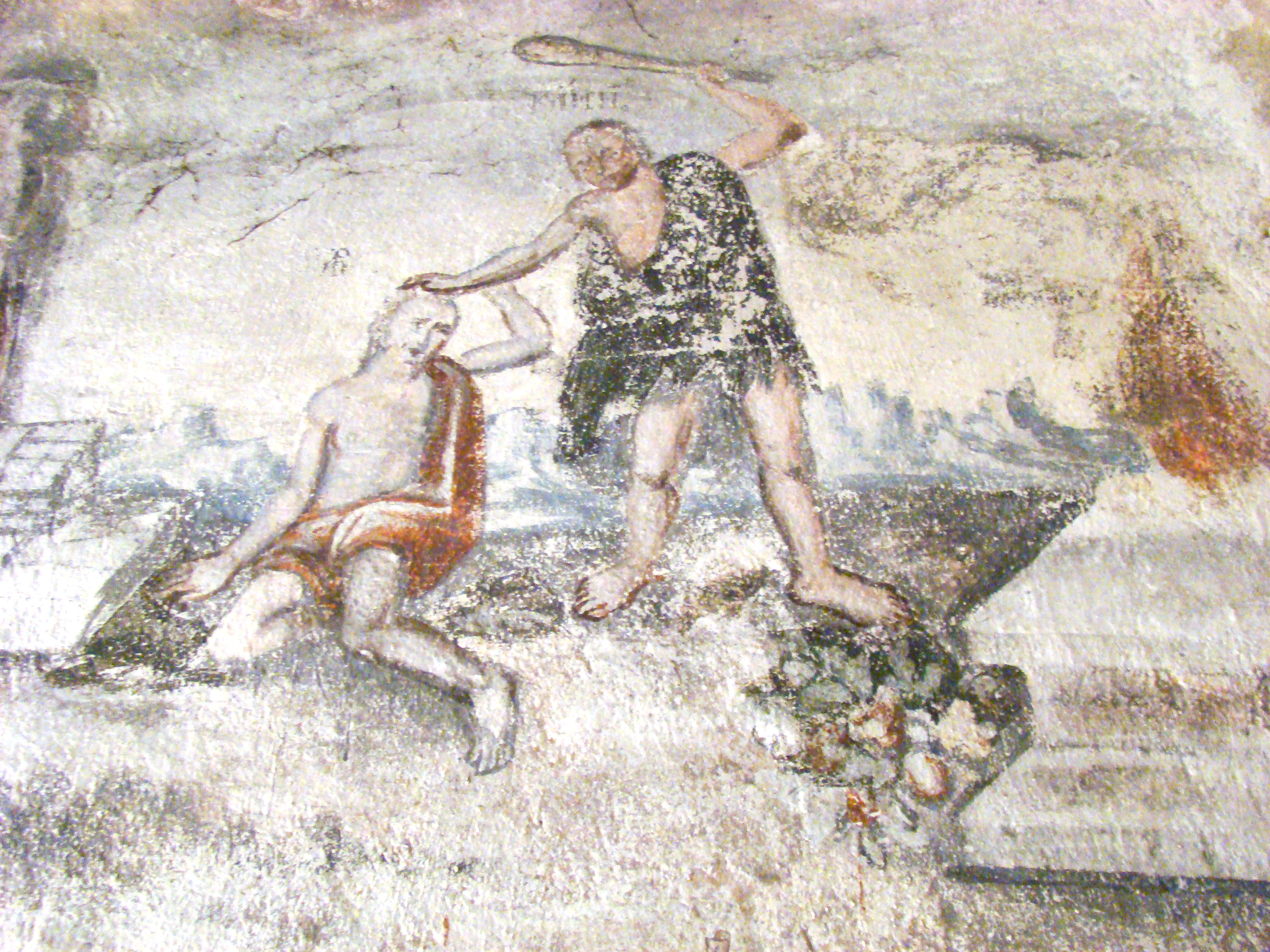
Abel și Cain

Biserica de zid cu hramul „Sfinții Arhangheli Mihail și Gavriil” din Băcâia, oraș Geoagiu, județul Hunedoara, a fost construită în secolul XVIII. Biserica se află pe noua listă a monumentelor istorice sub codul LMI  HD-II-m-B-03245.

## Istoric și trăsături
Lăcașul de cult este așezat pe o costișă în centrul localității. Biserica, monument istoric, poartă hramul sfinților arhangheli Mihail și Gavril. 
Constructia este de tip corabie având ca părți componente altarul, naosul și pronaosul, acesta fiind, de fapt, tinda bisericii. Zidurile sunt din piatră, inclusiv bolta construcției, groase de un metru. Turla, în care e instalat clopotul, pe care e înscris anul 1912, este construită din lemn. Turla este acoperită cu tablă și este asemănătoare bisericilor din Țara Moților, cu turn foarte ascutit. Biserica este acoperită acum cu țiglă, interiorul e pictat parțial, naosul și altarul.

## Imagini din exterior

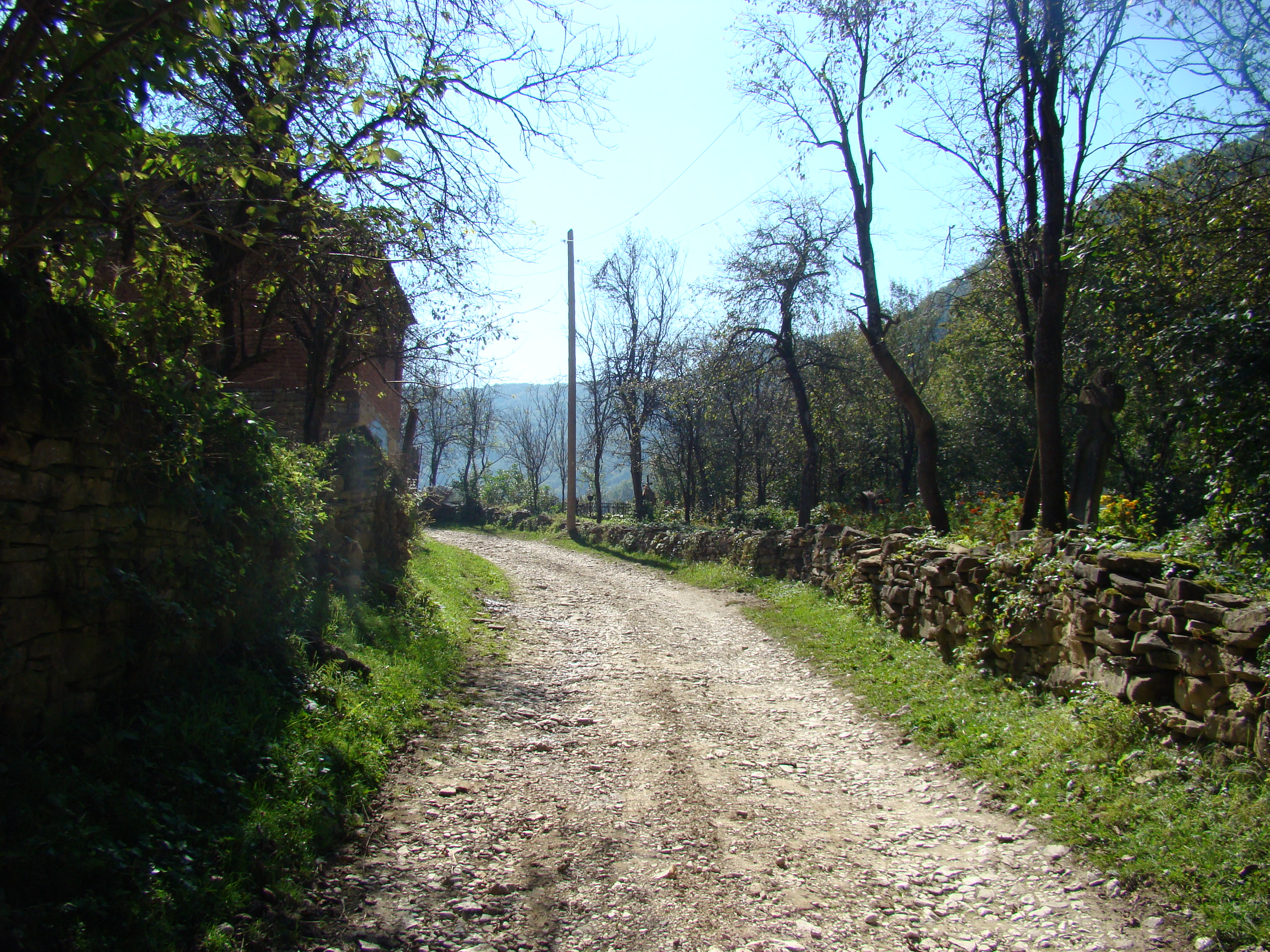
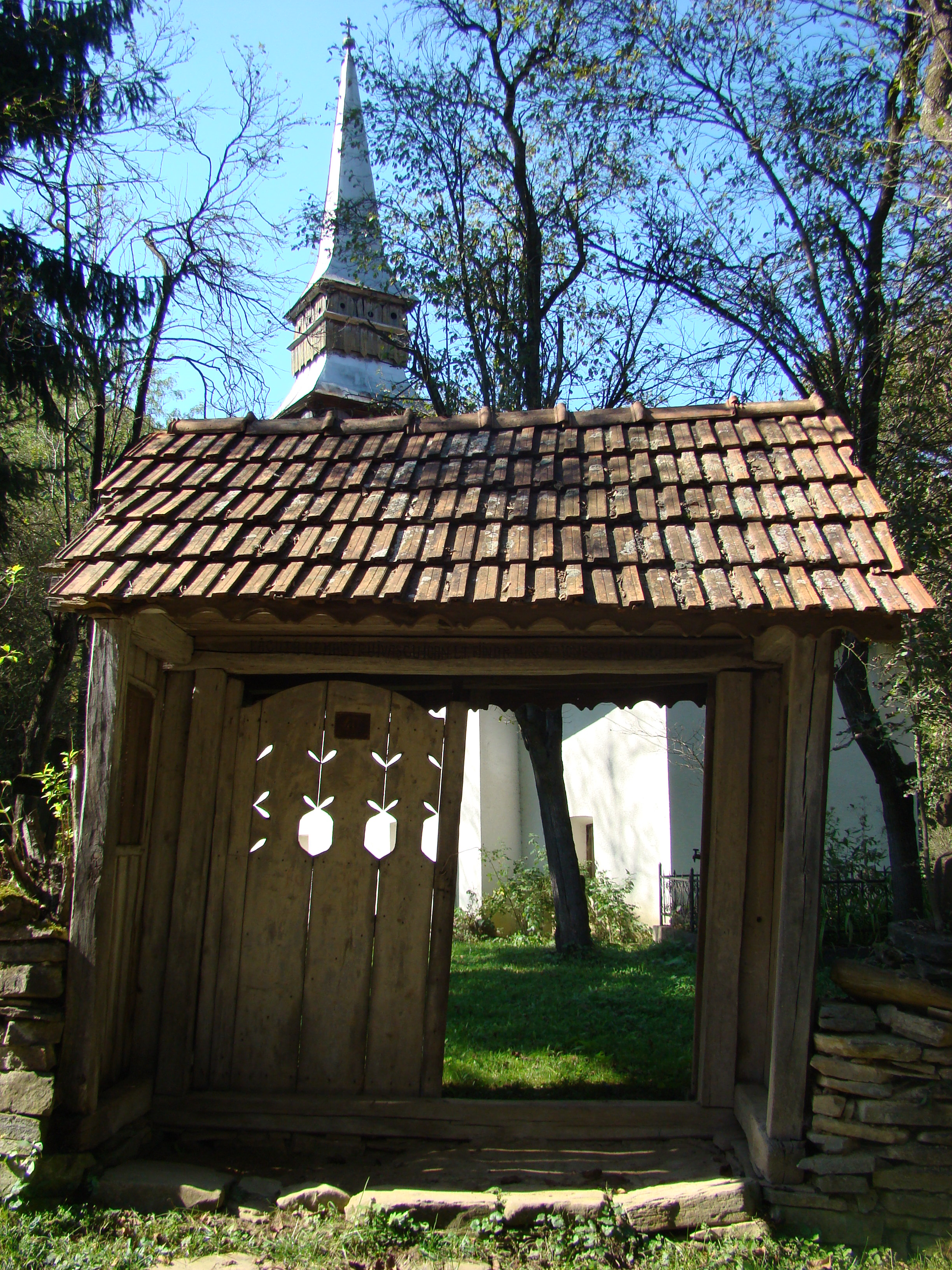
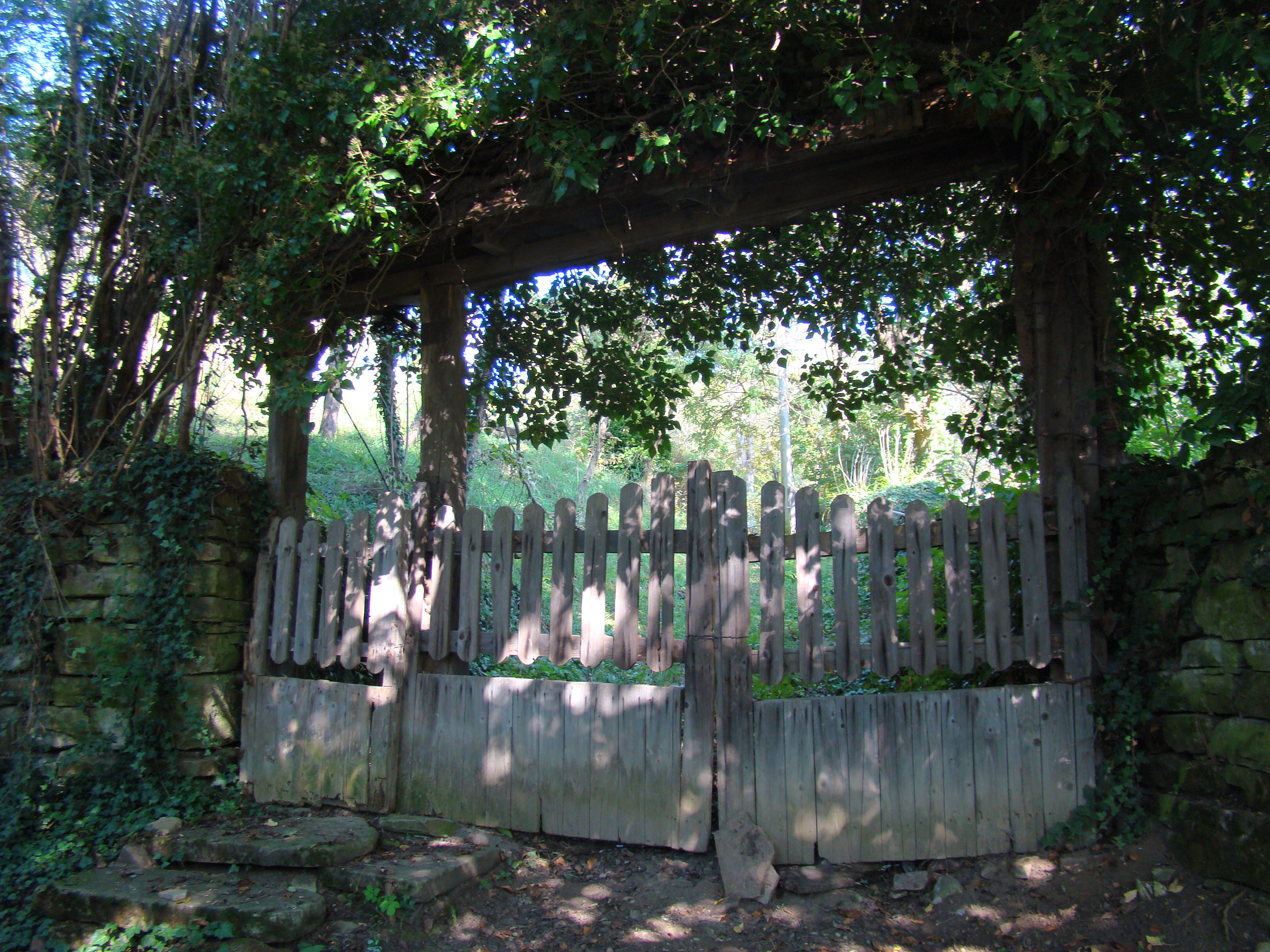
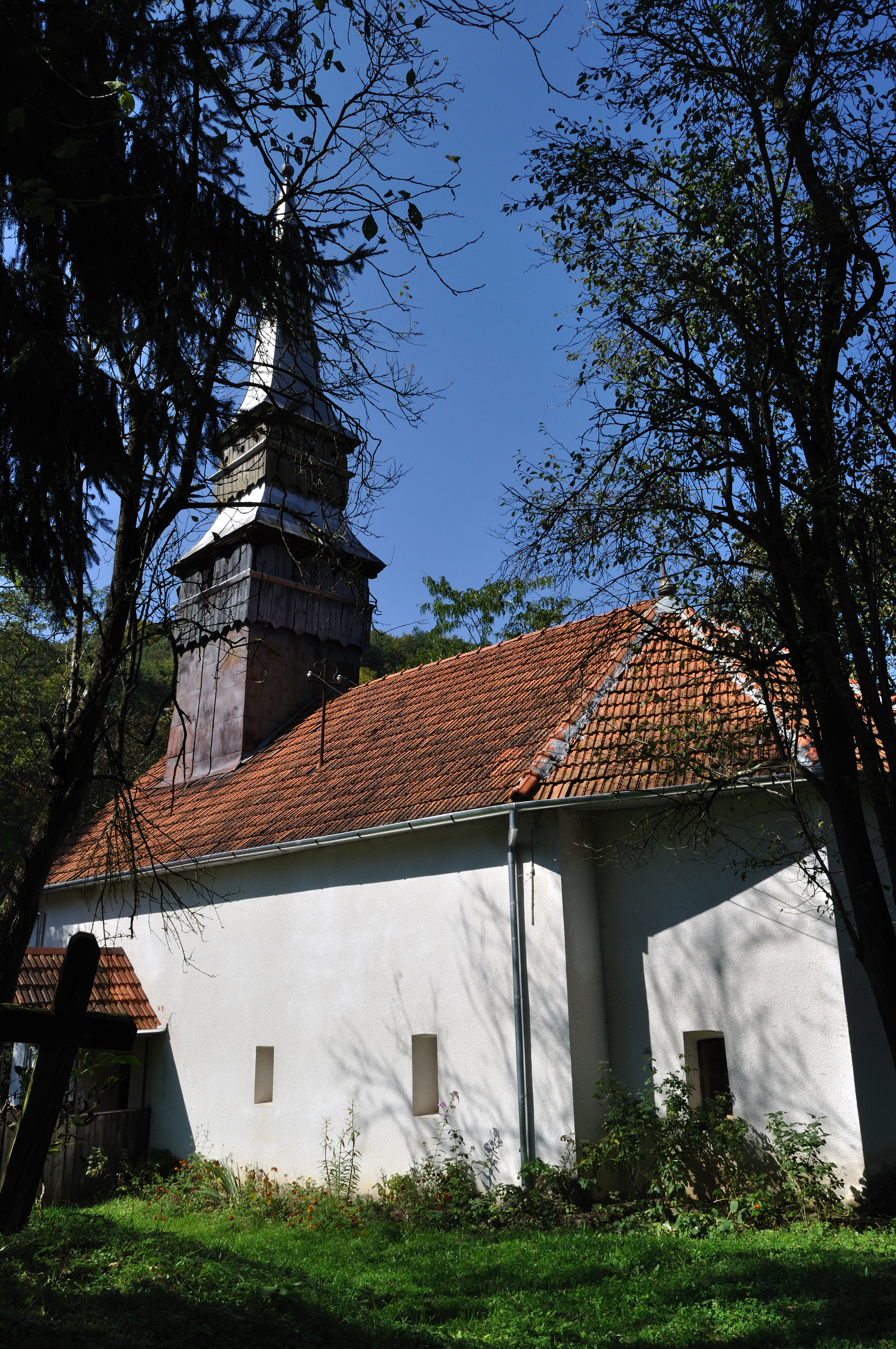
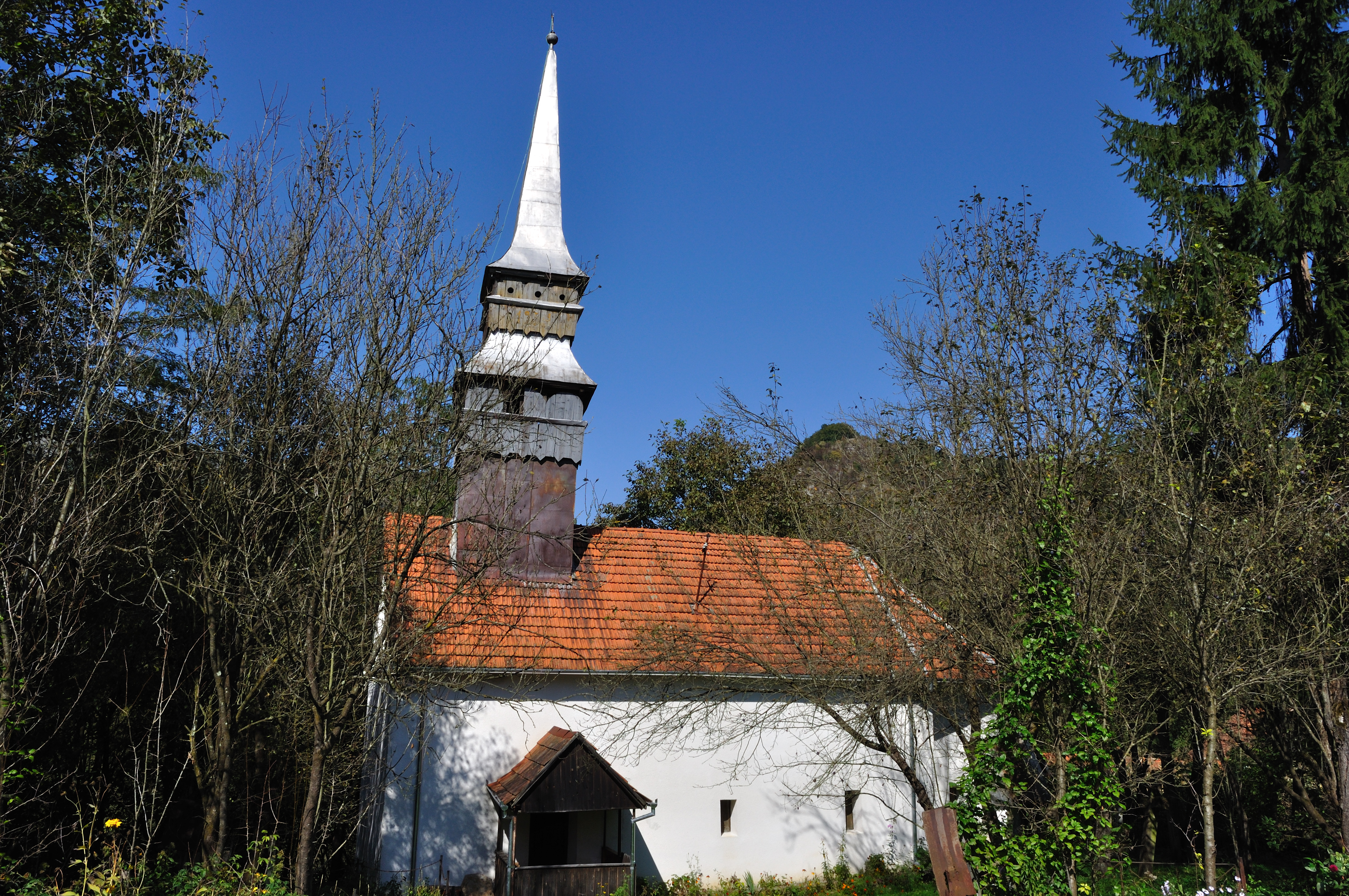
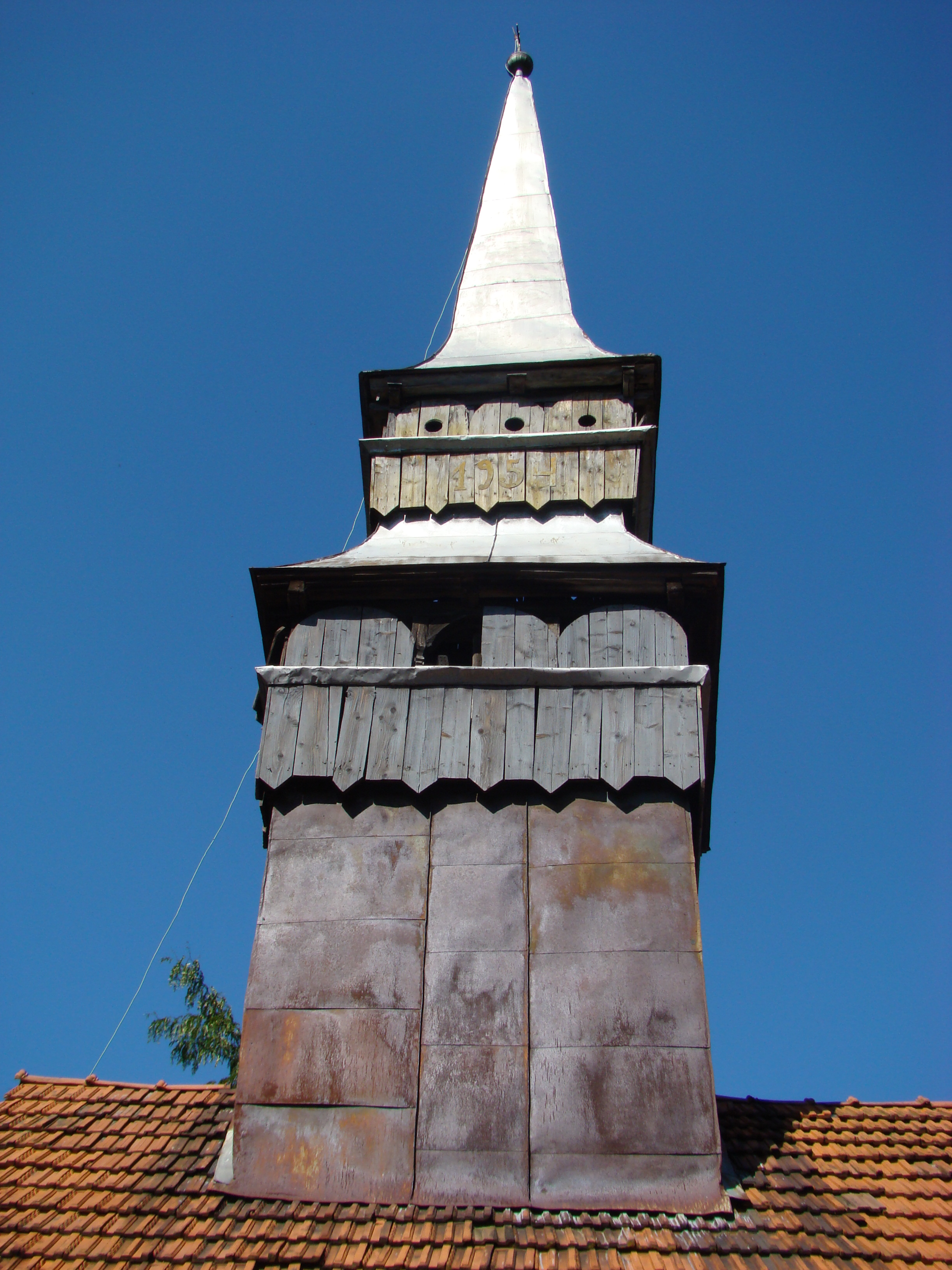
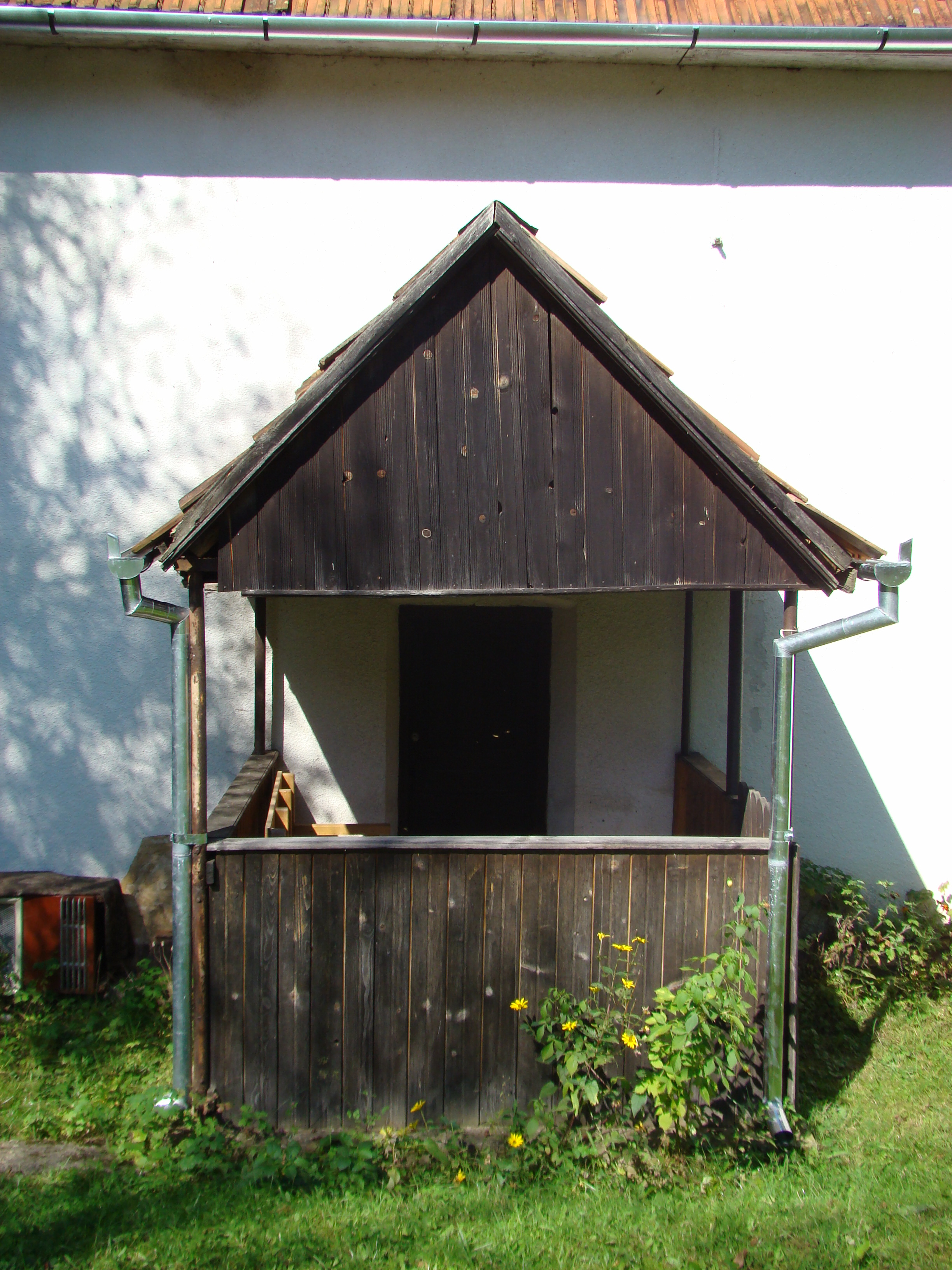
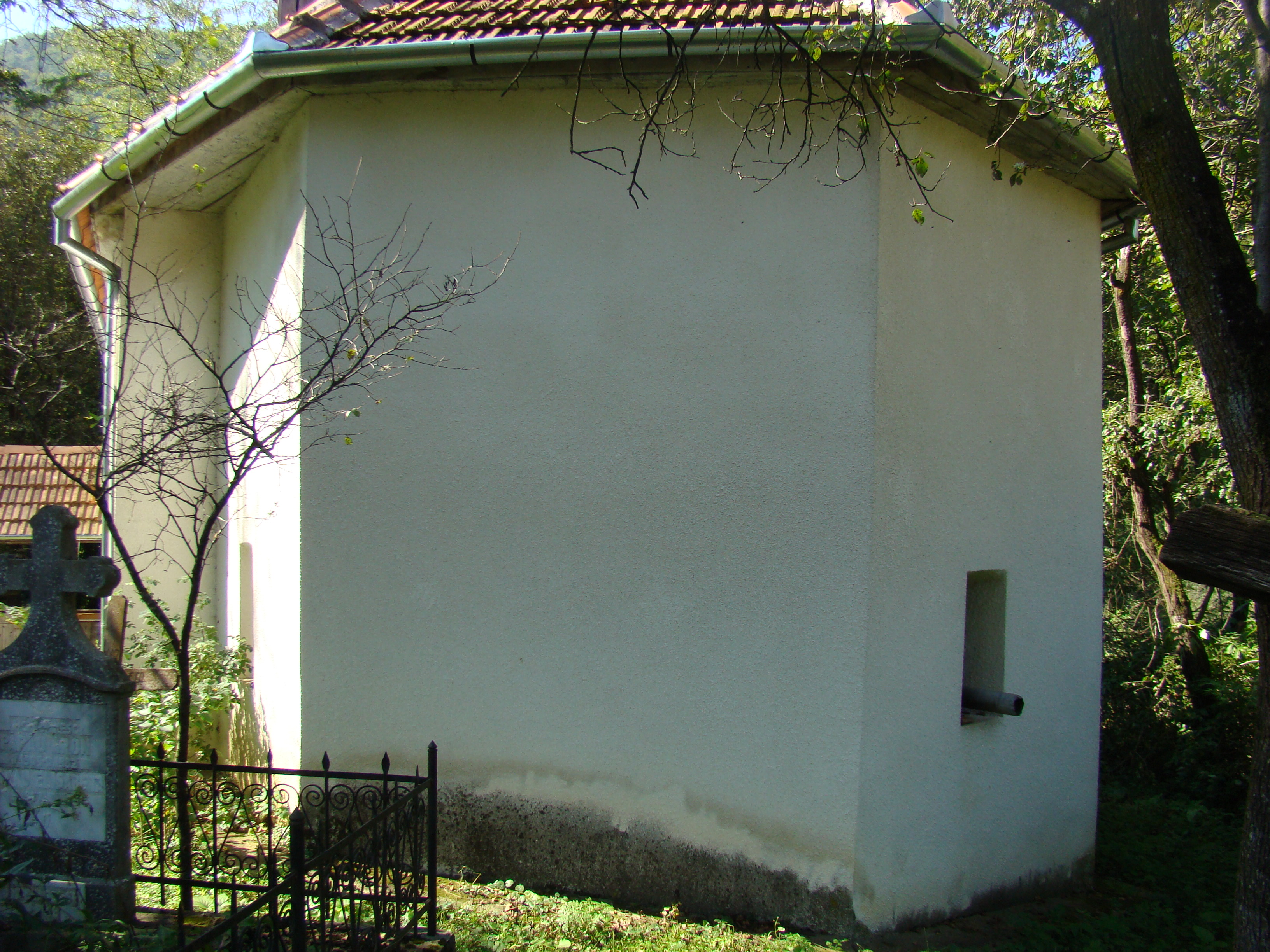
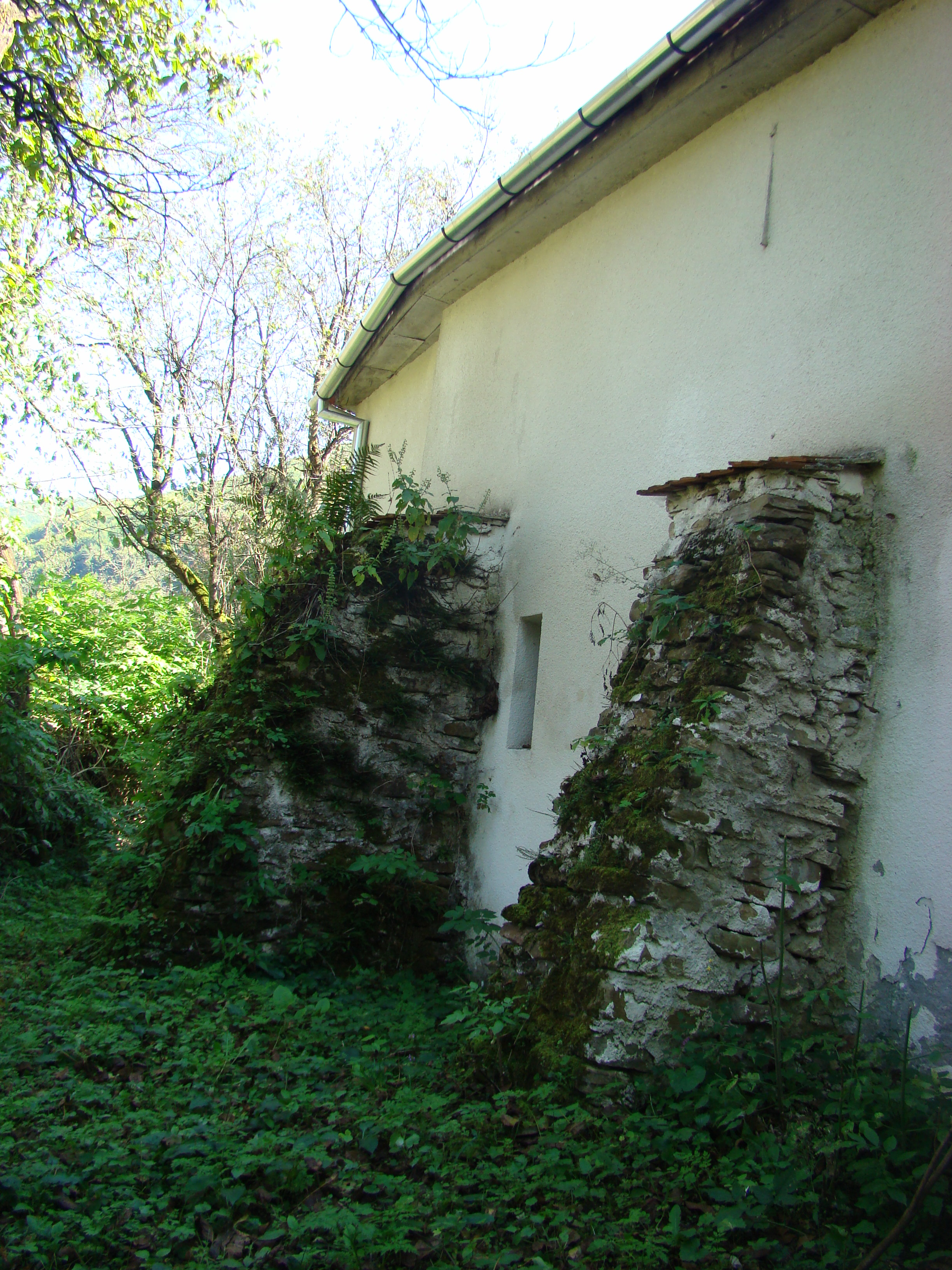
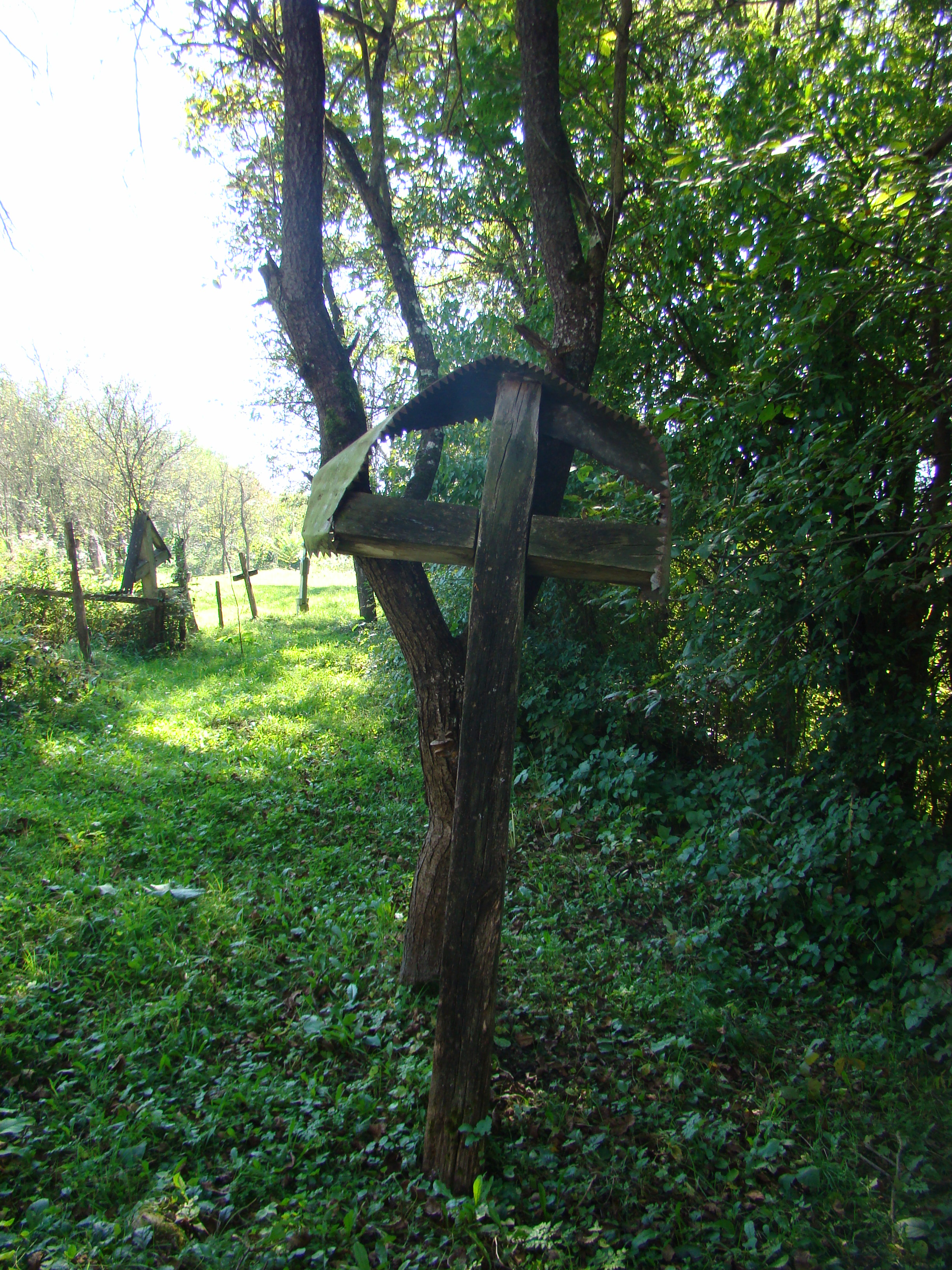
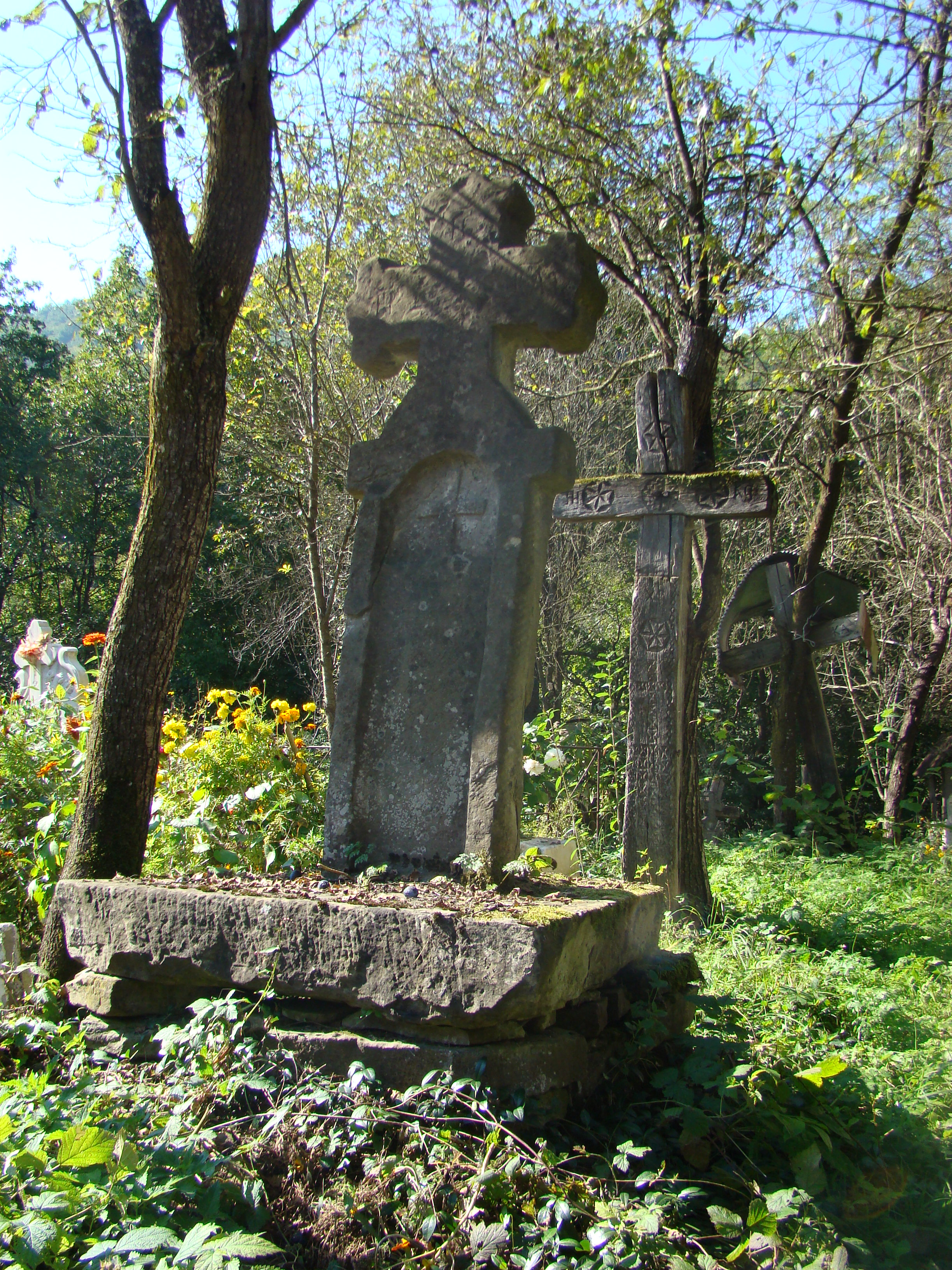
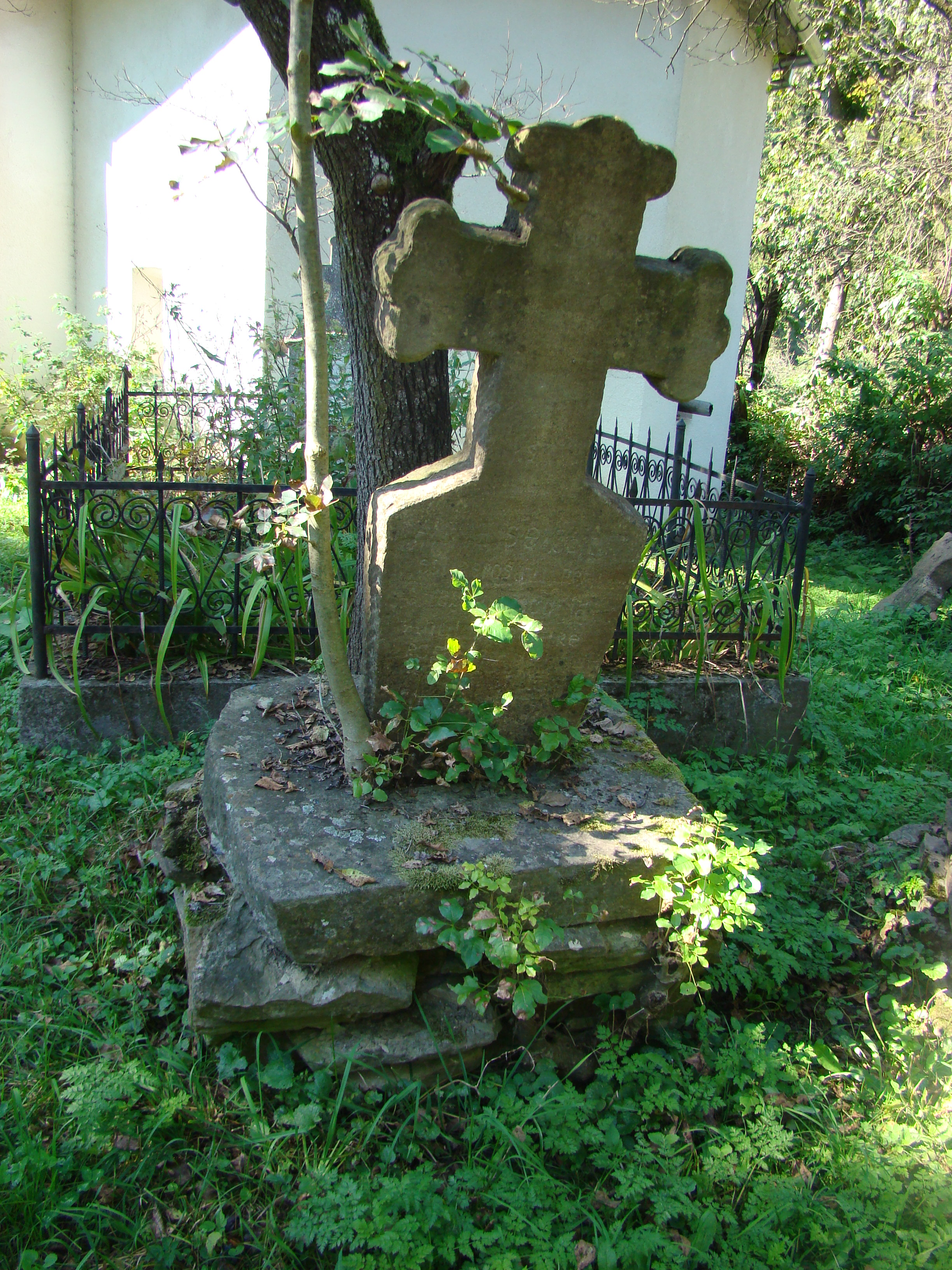
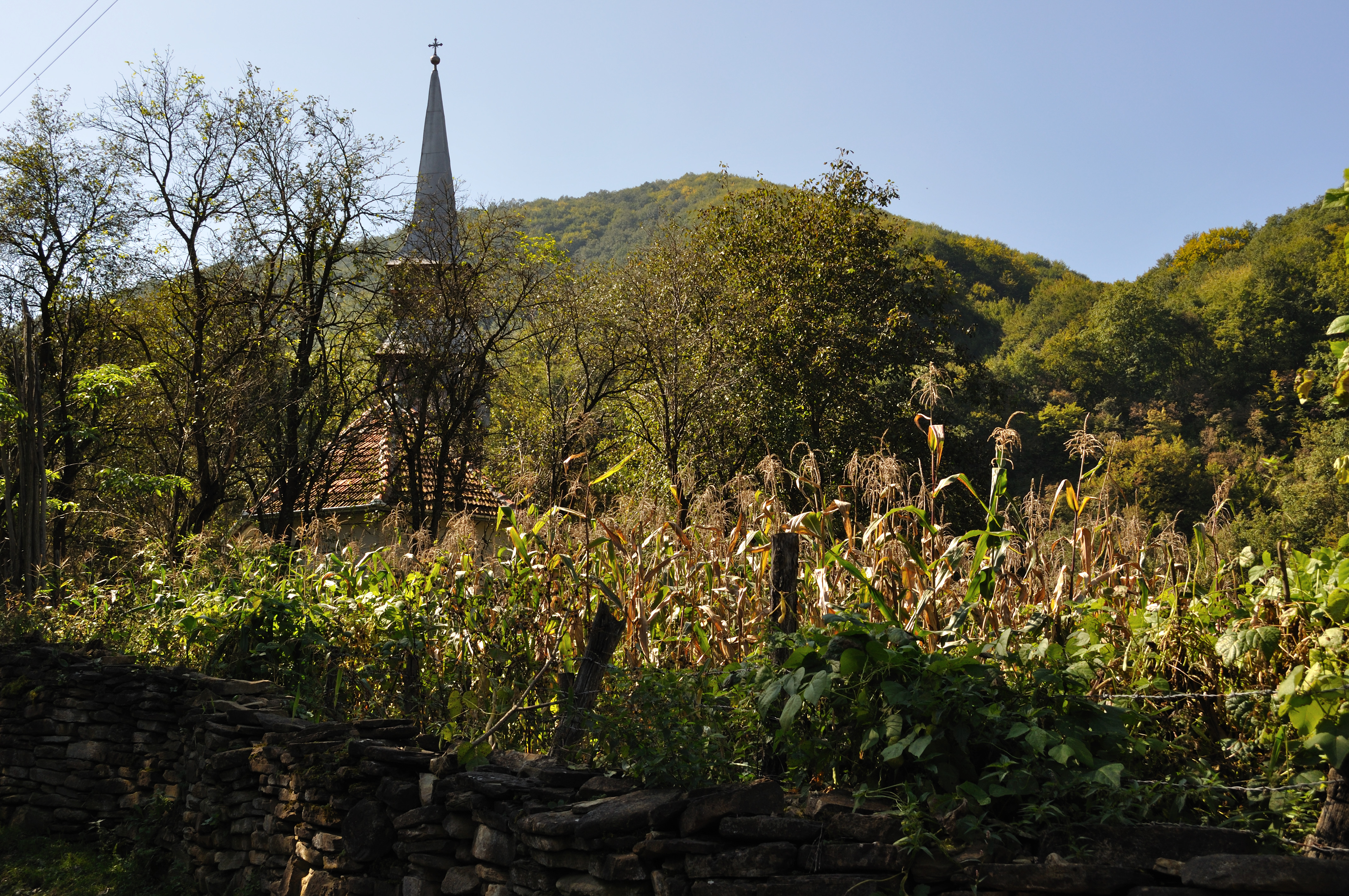

## Imagini din interior

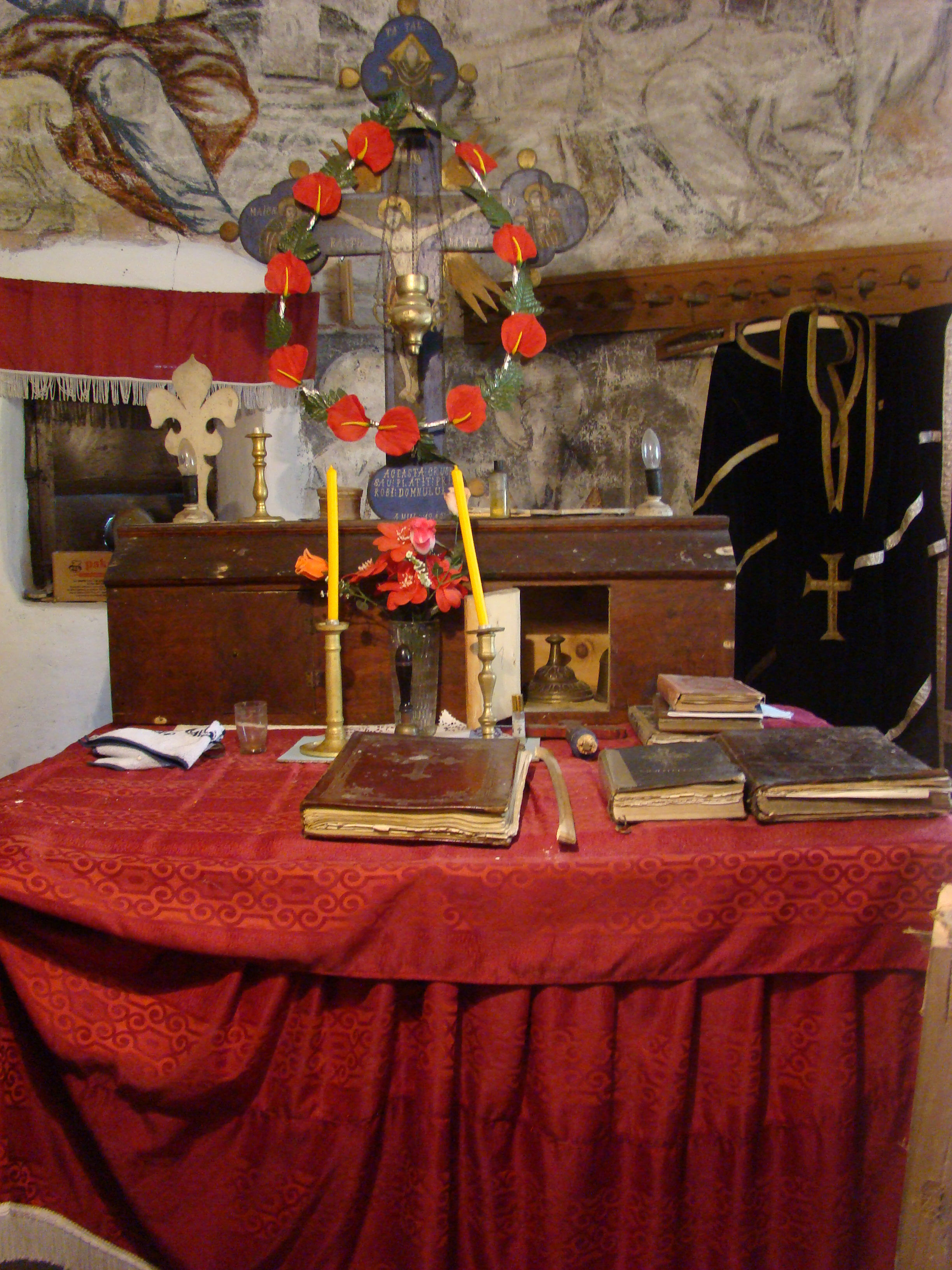
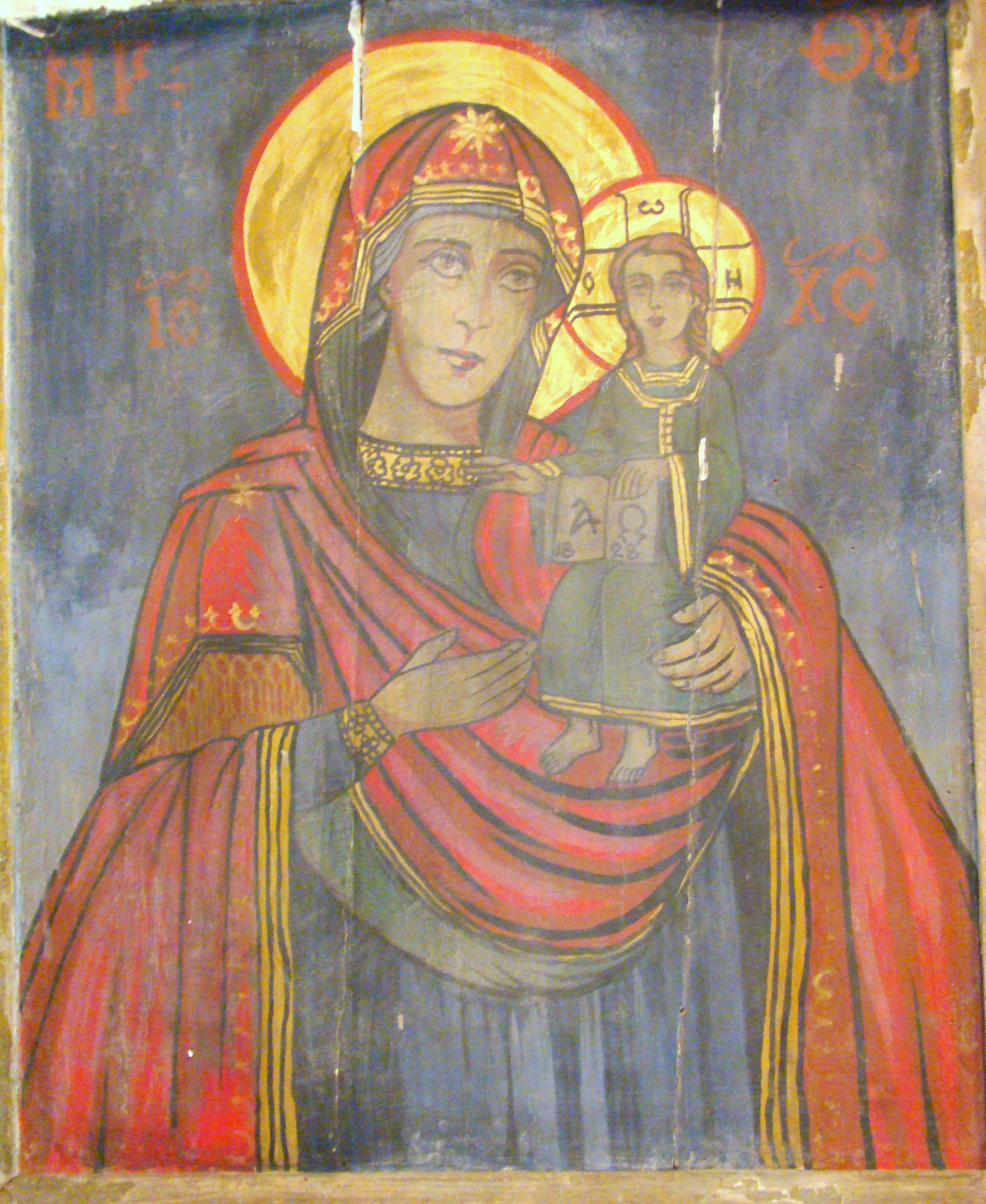
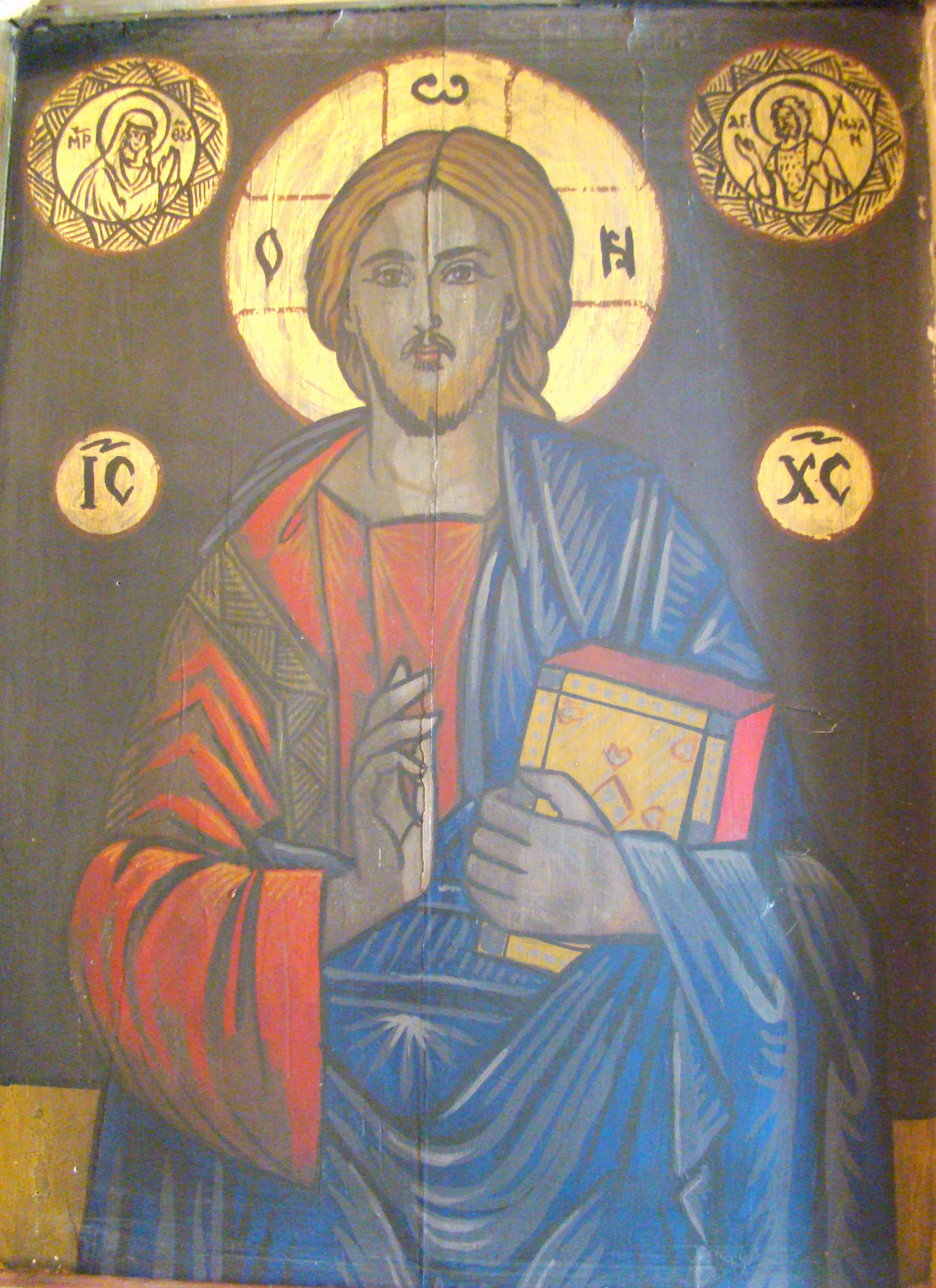
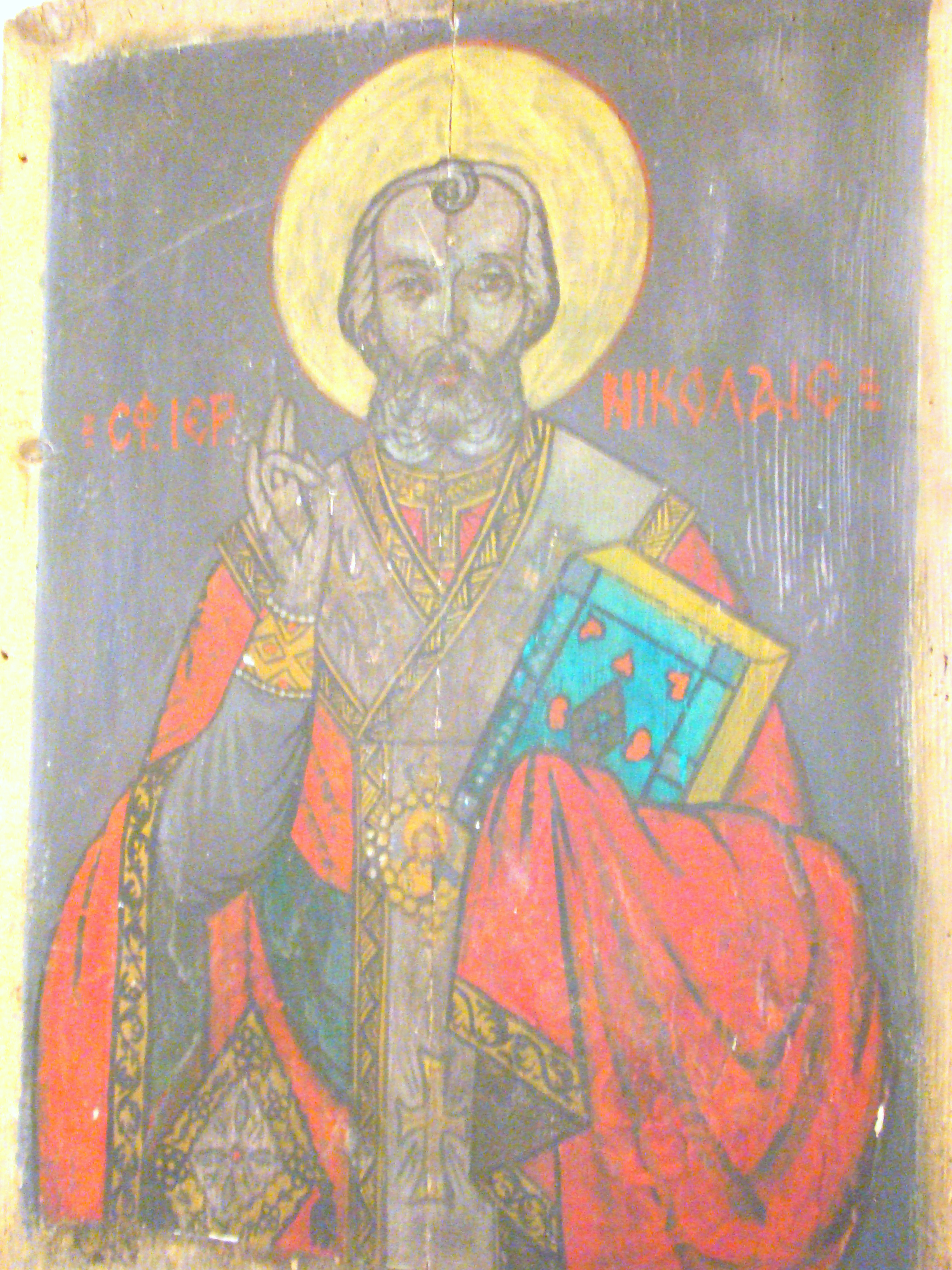
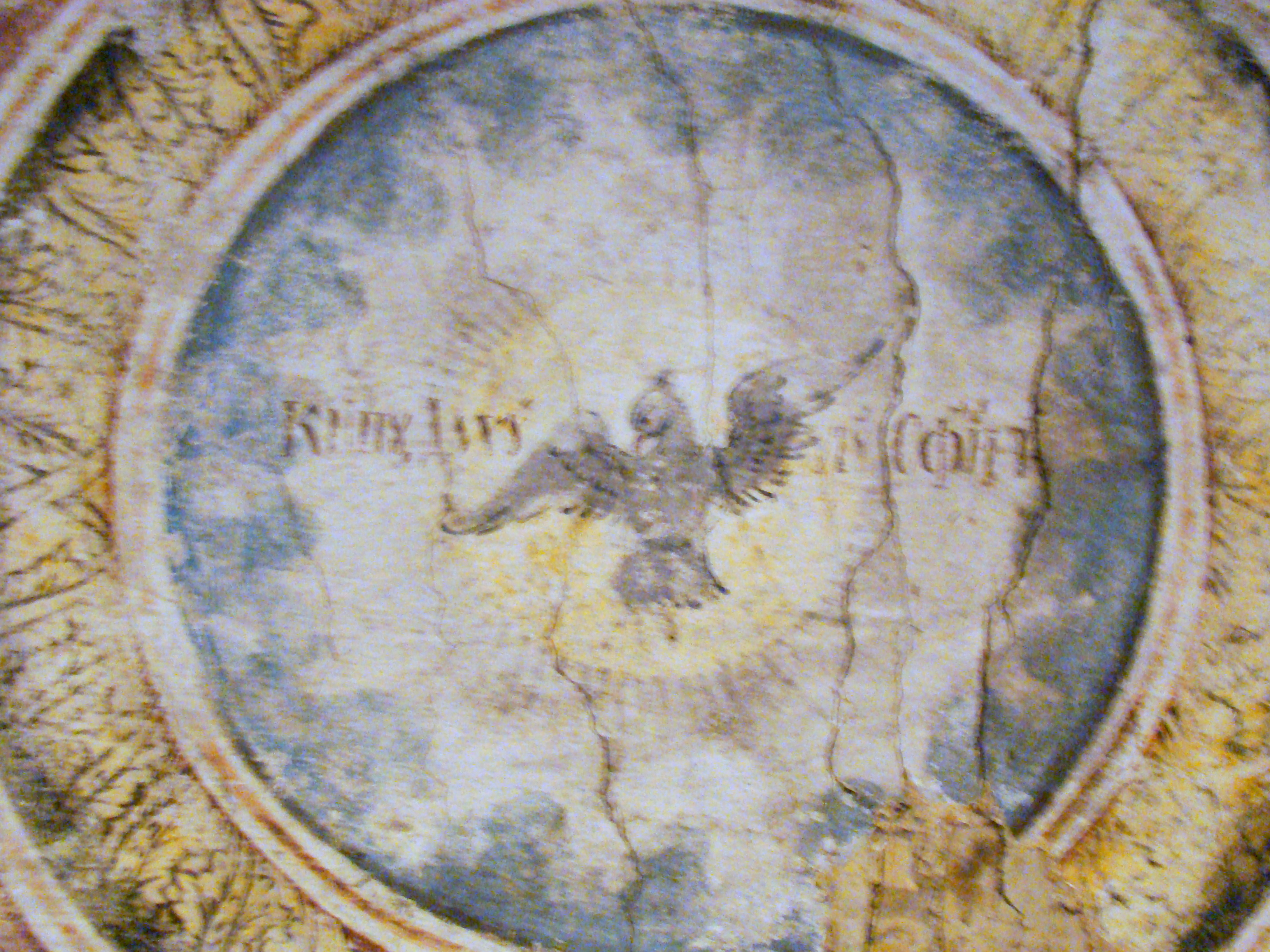
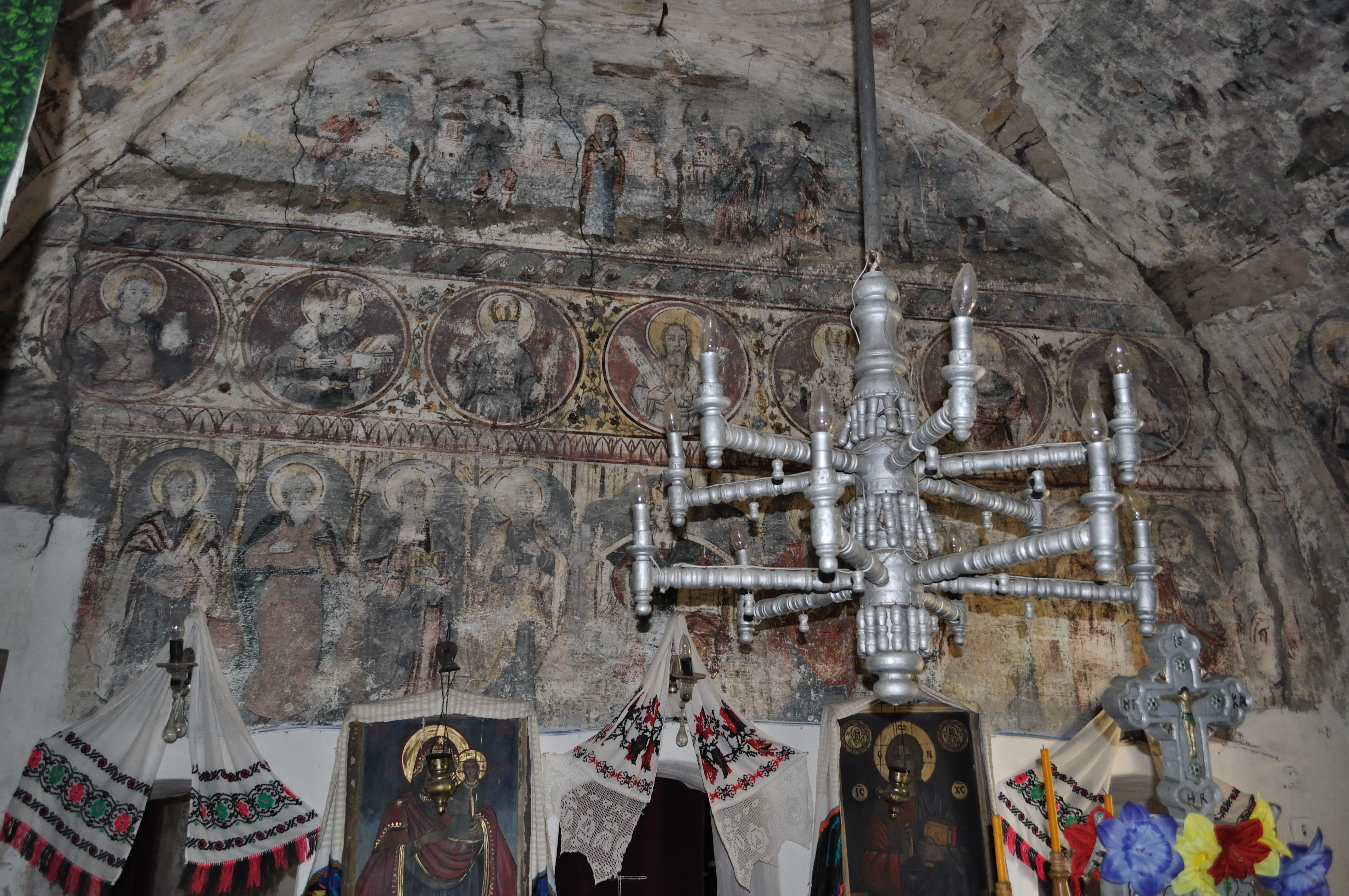
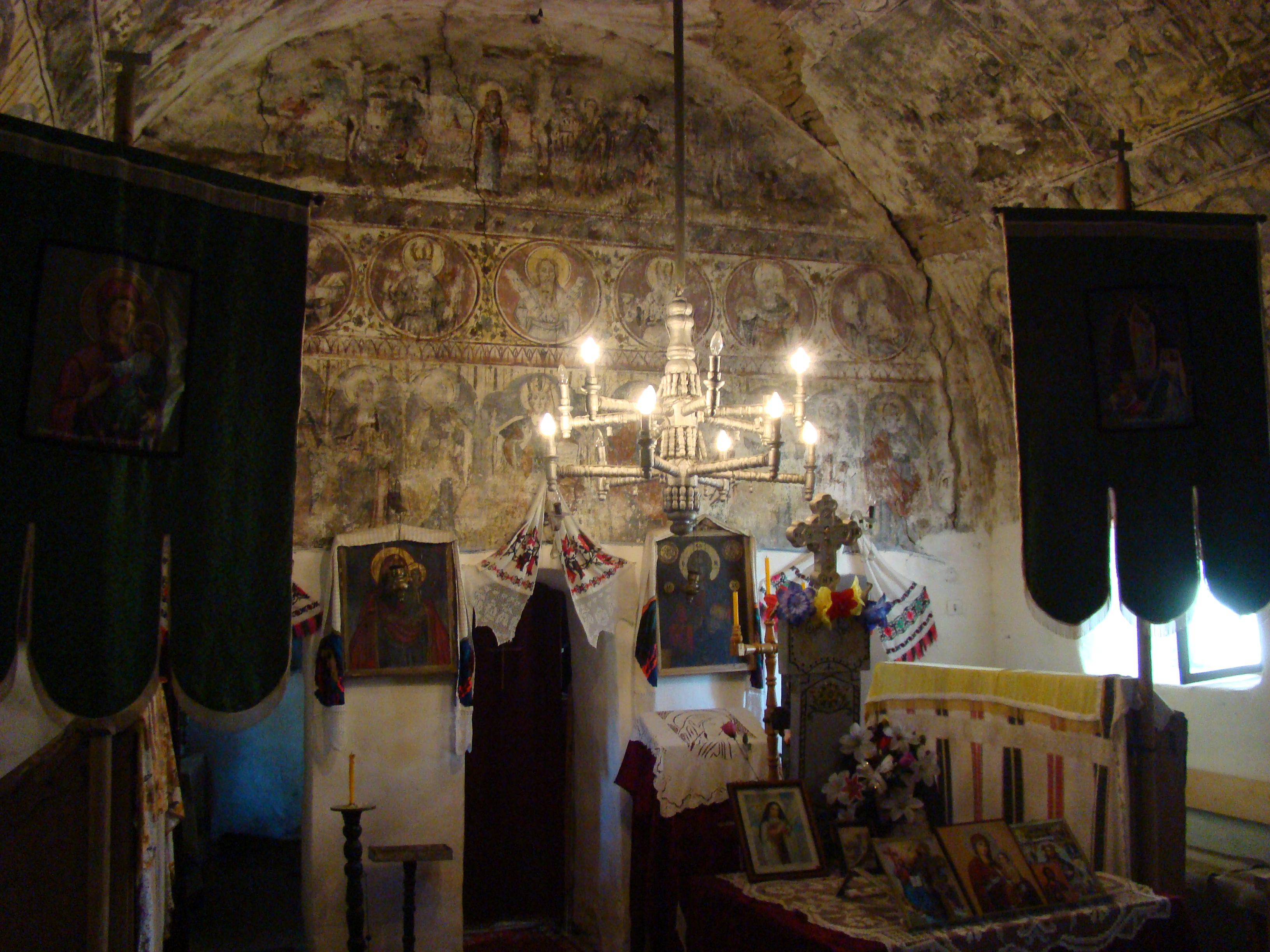
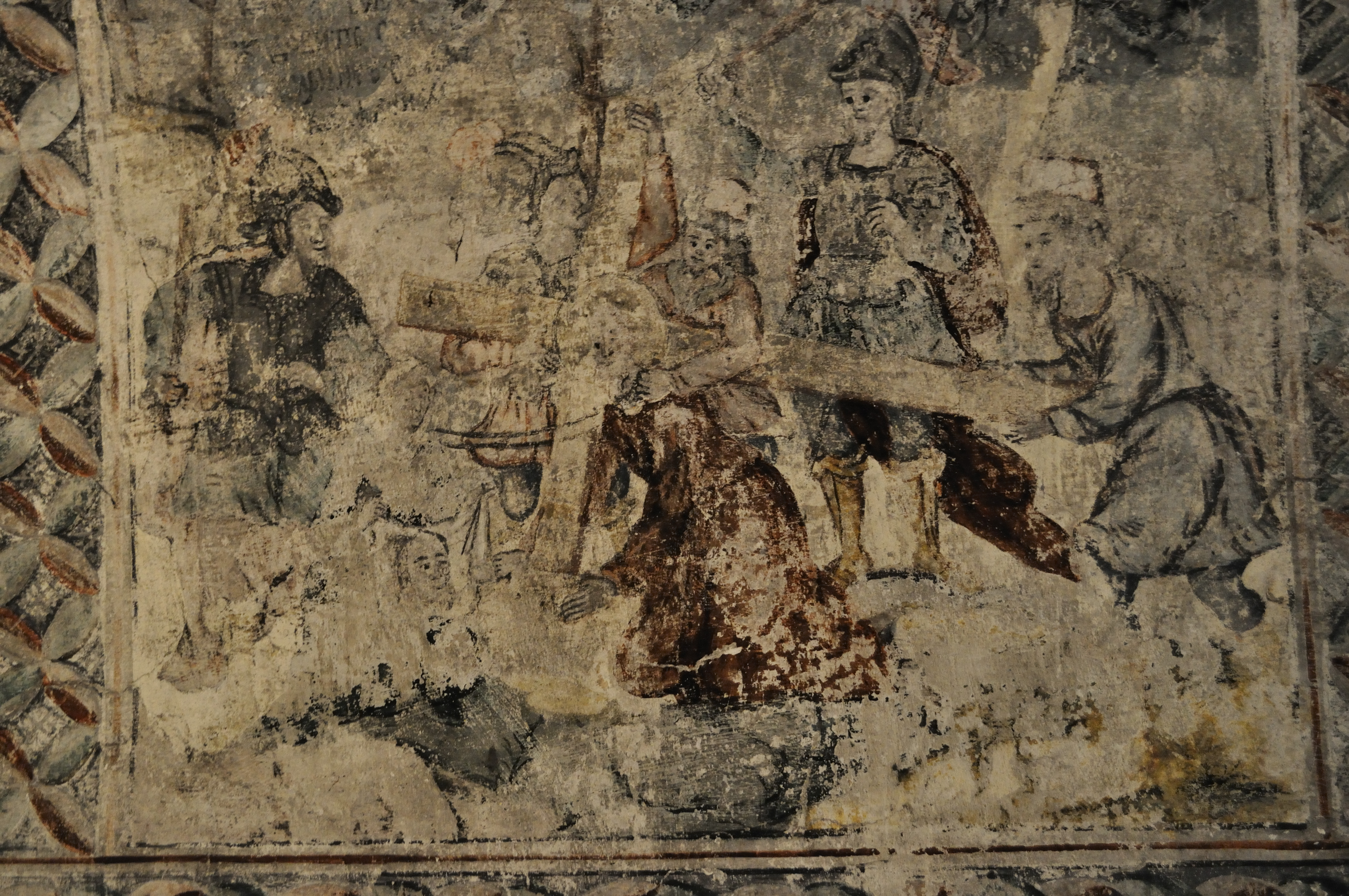
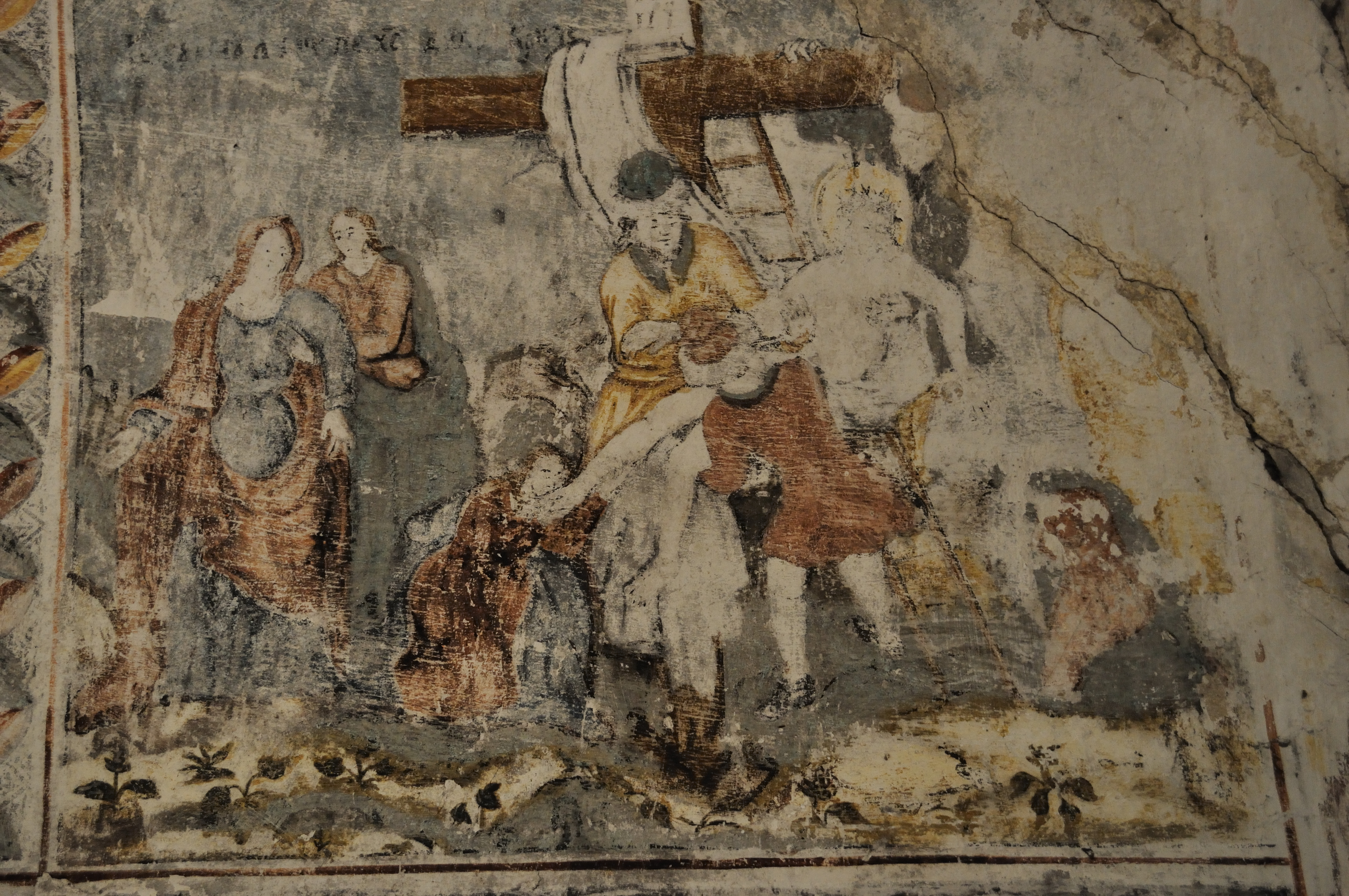
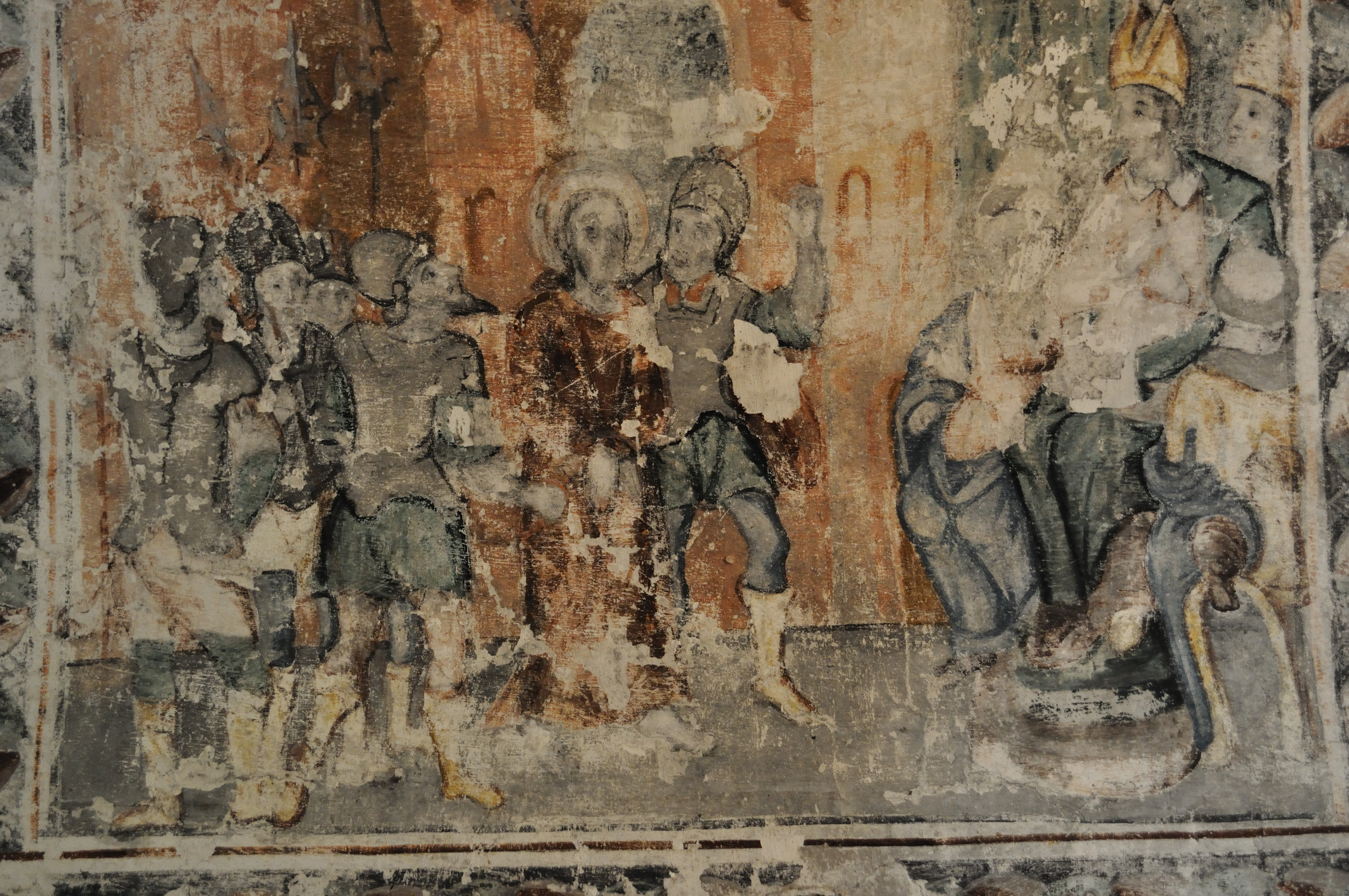
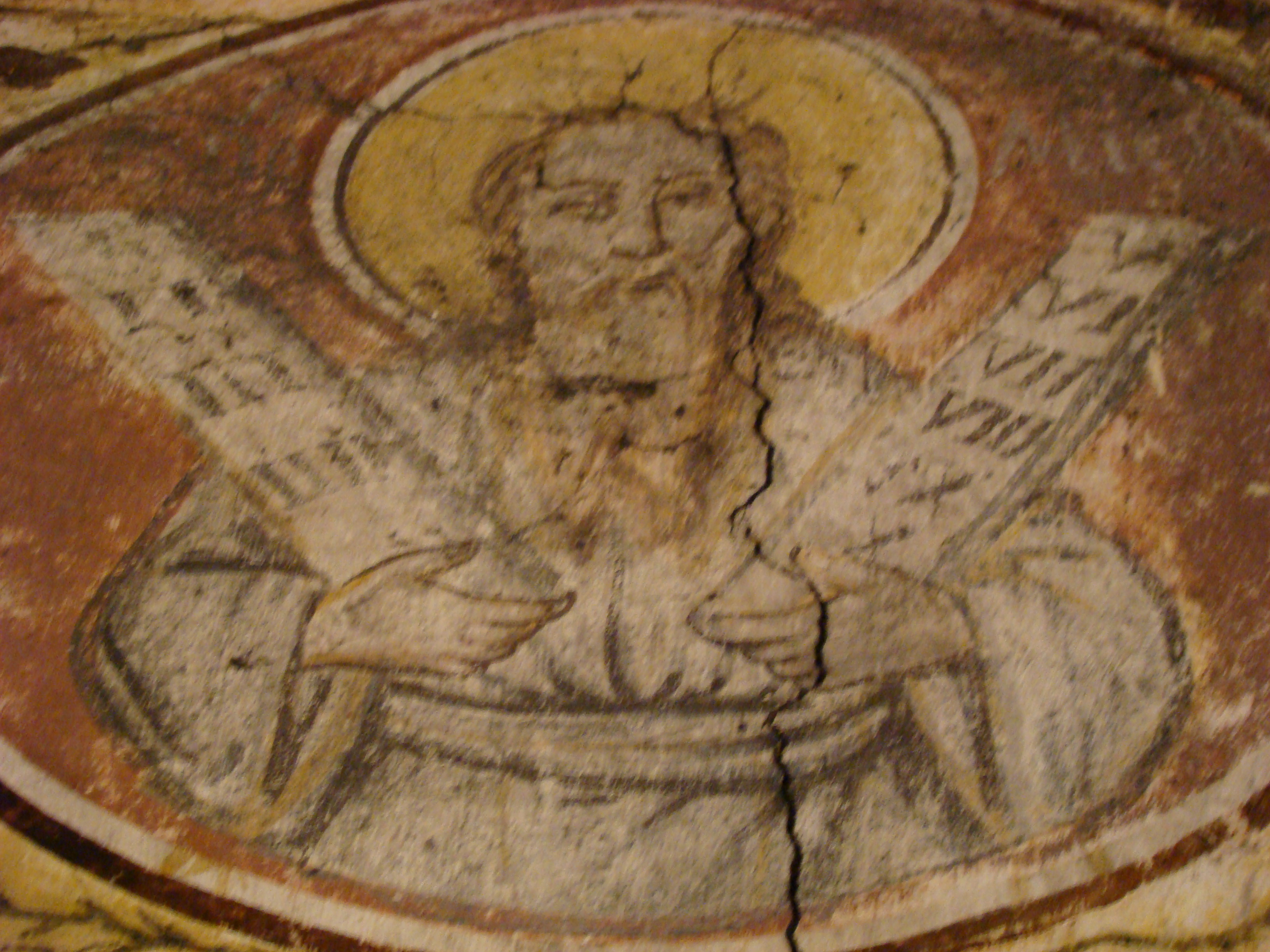
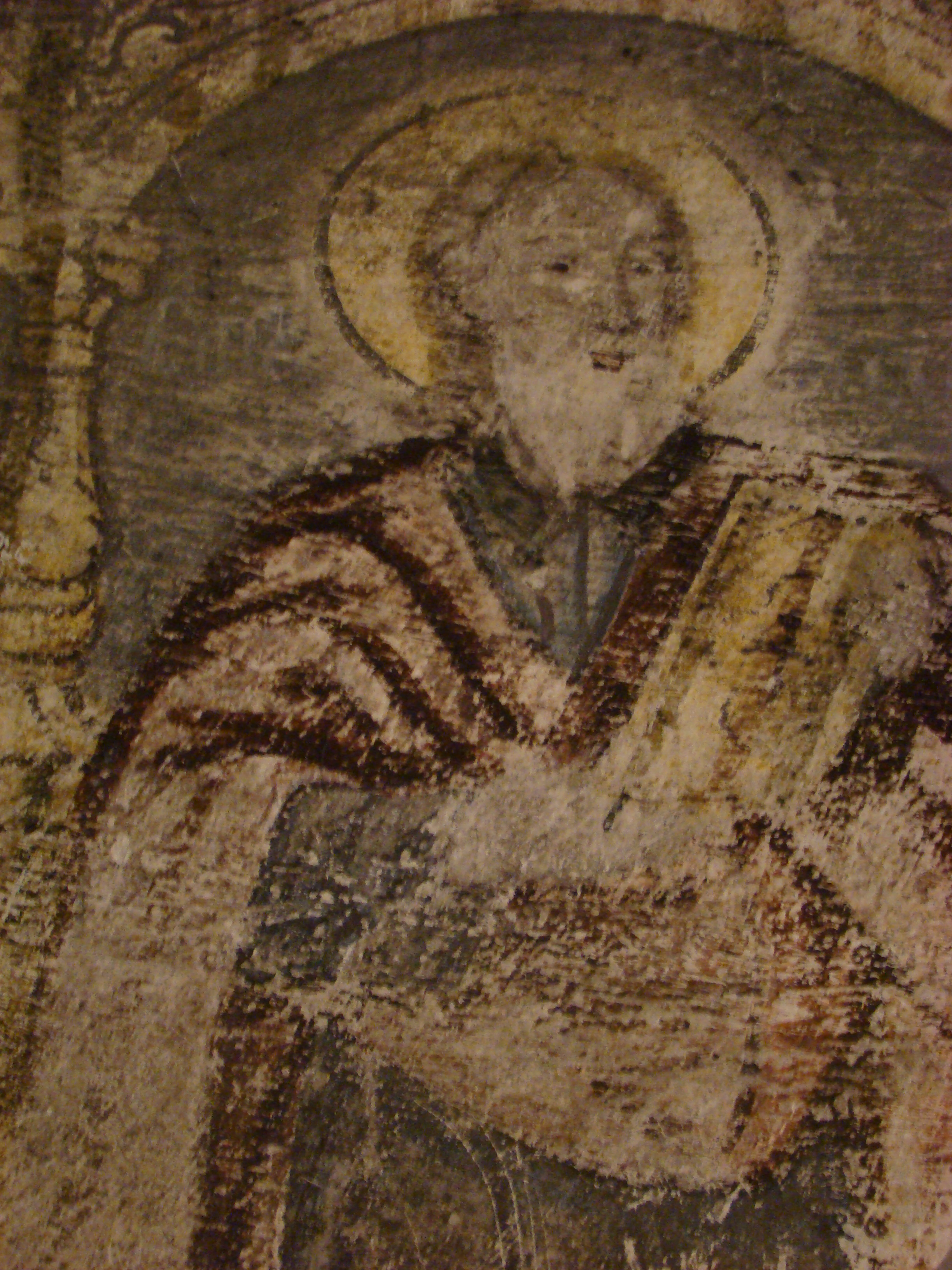
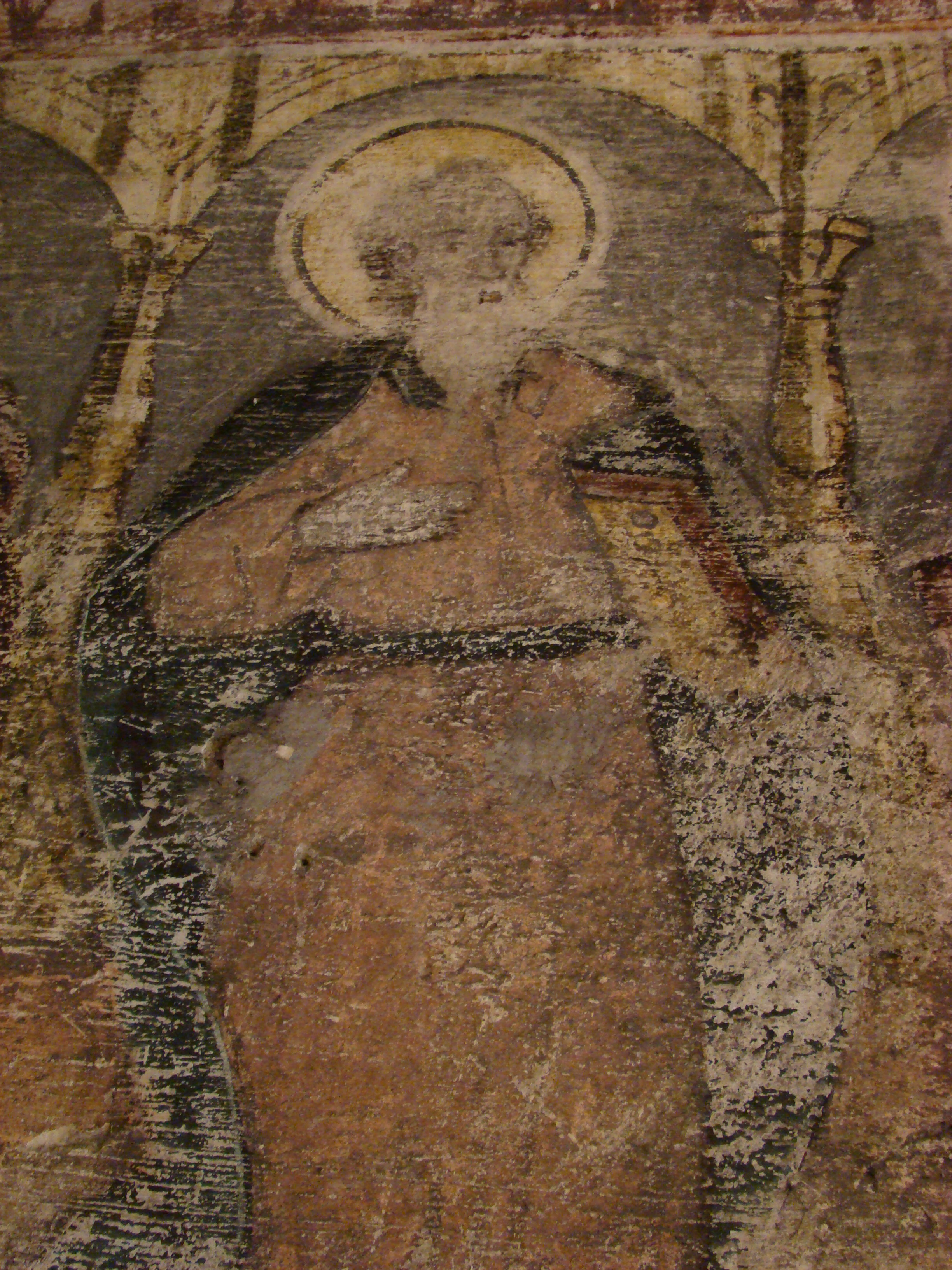
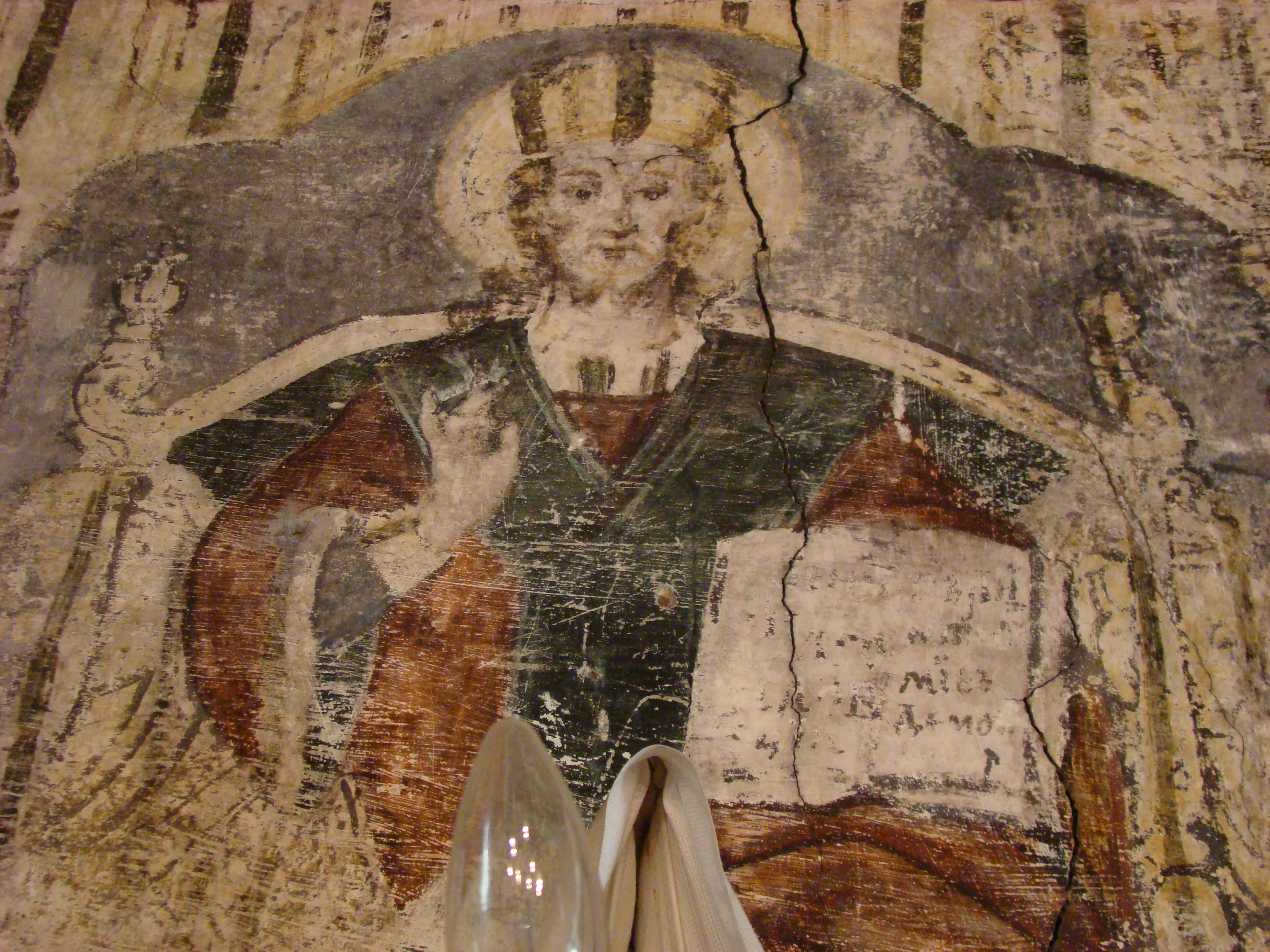
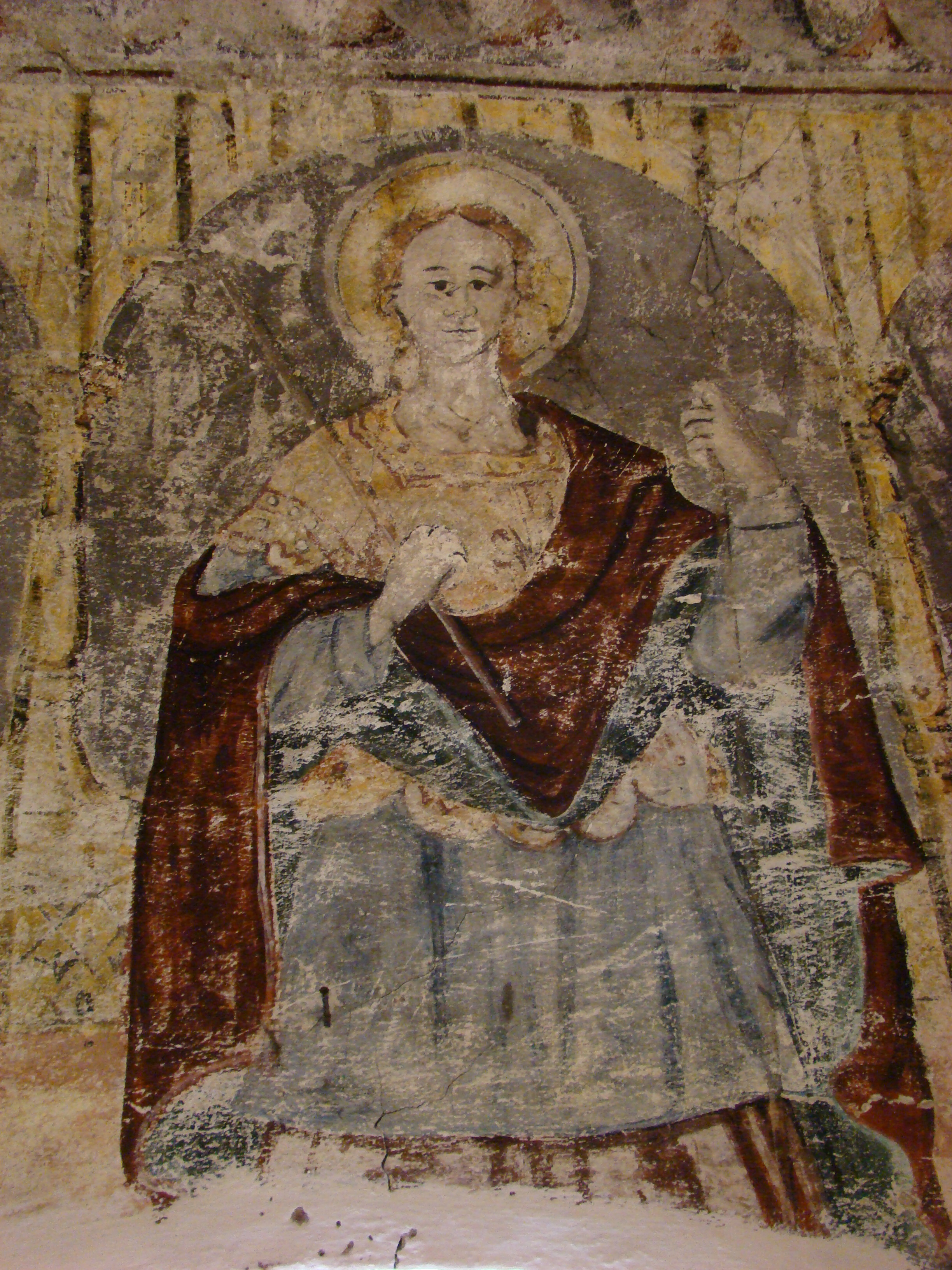
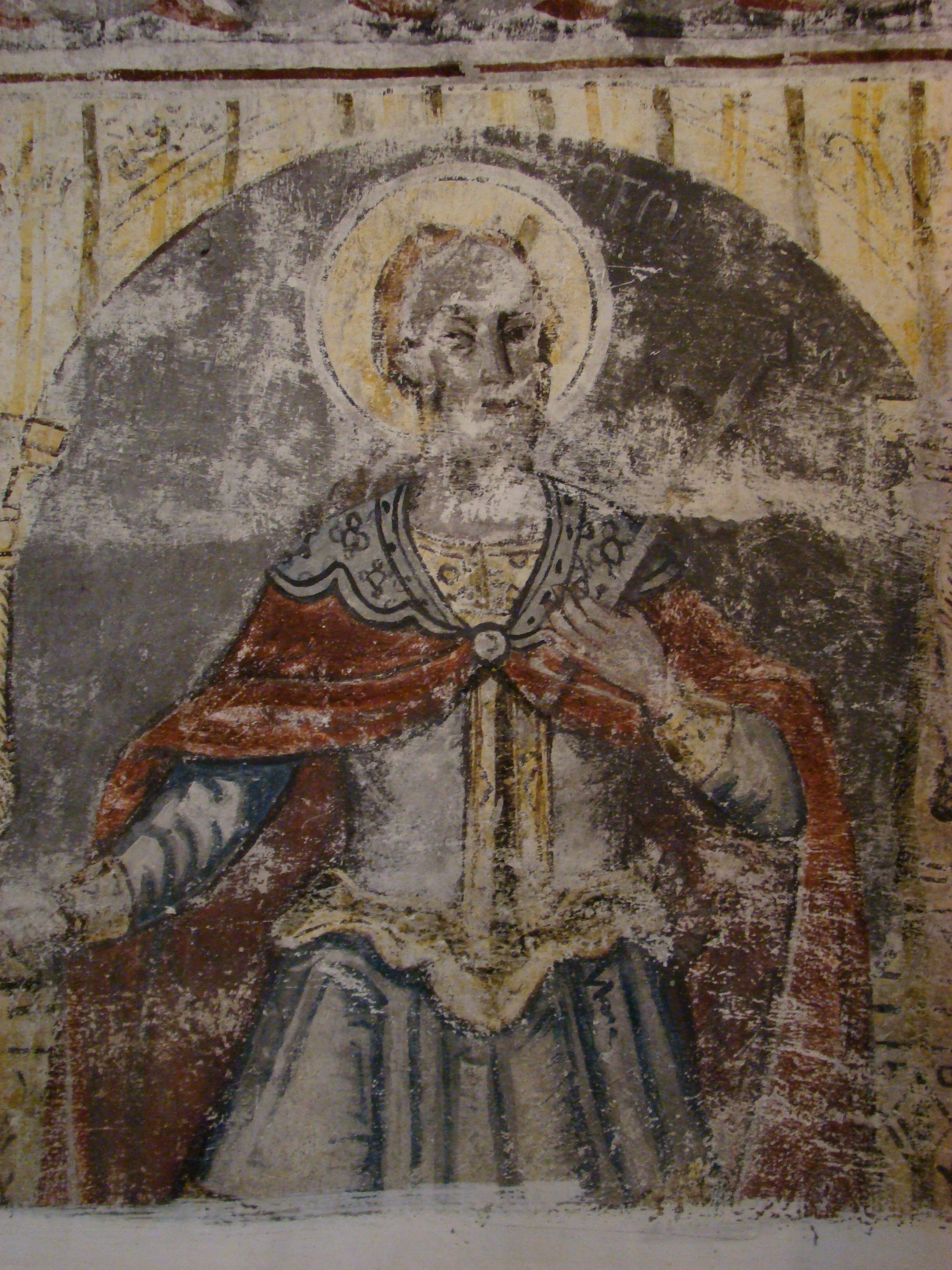
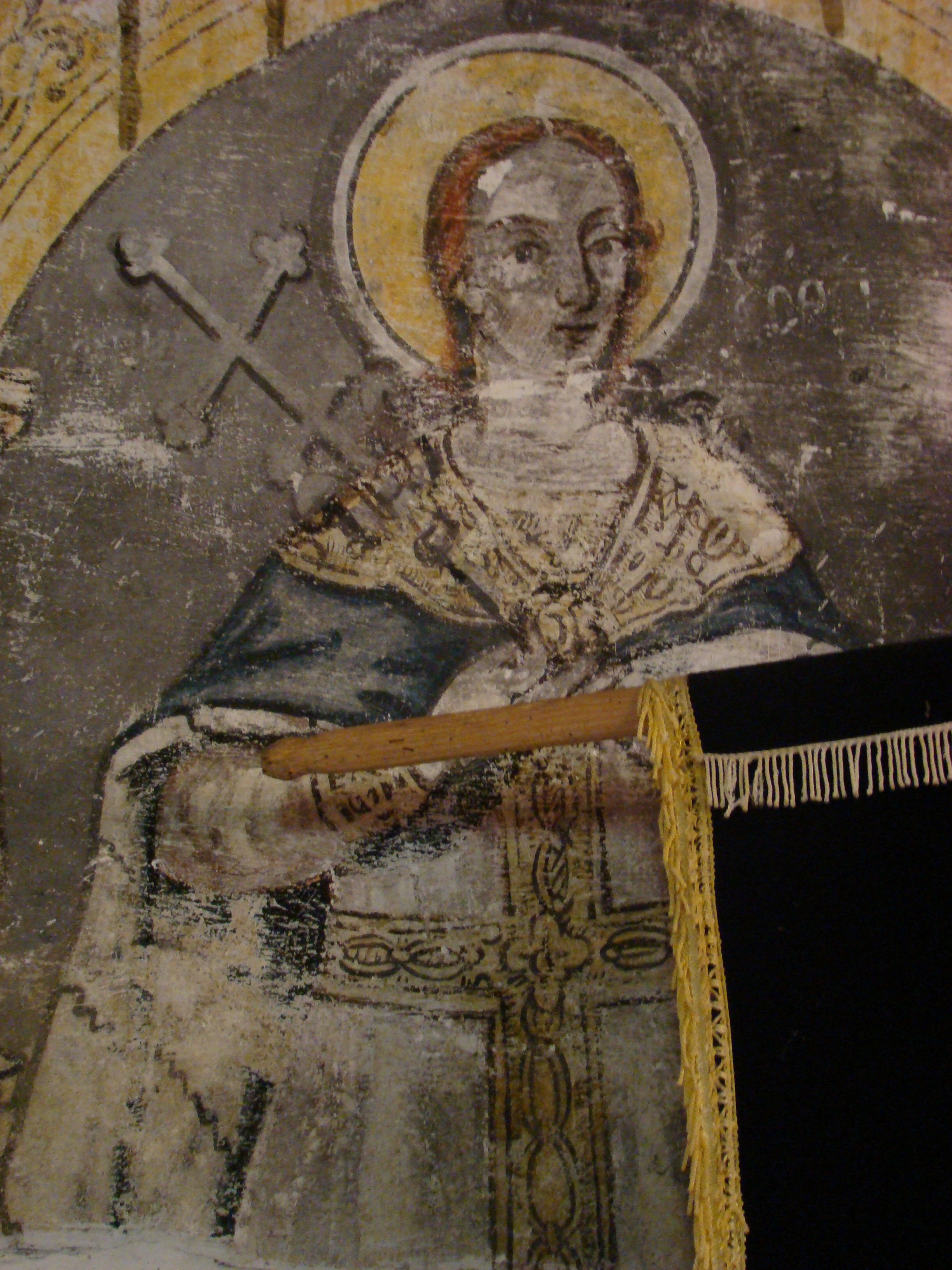
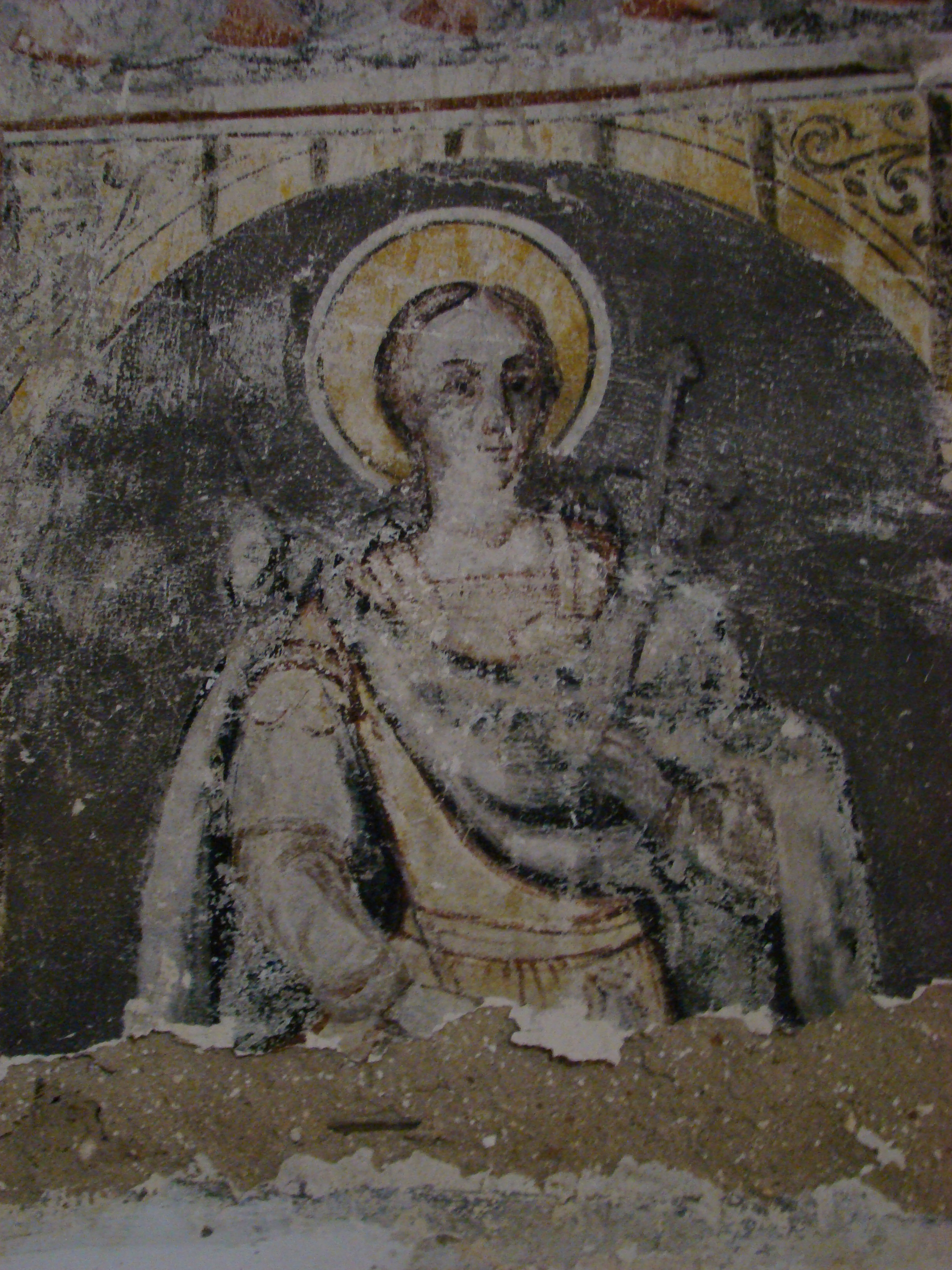
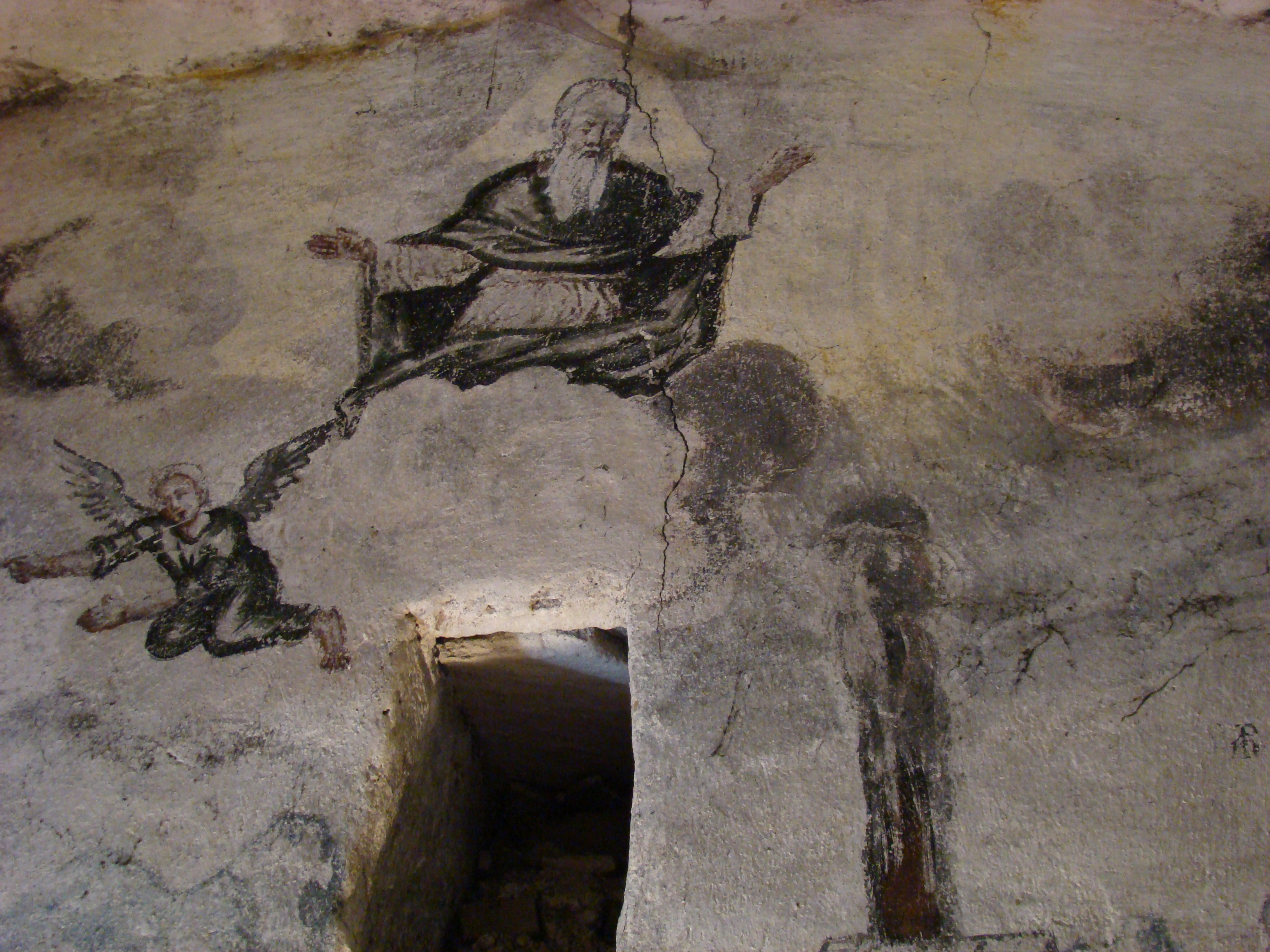
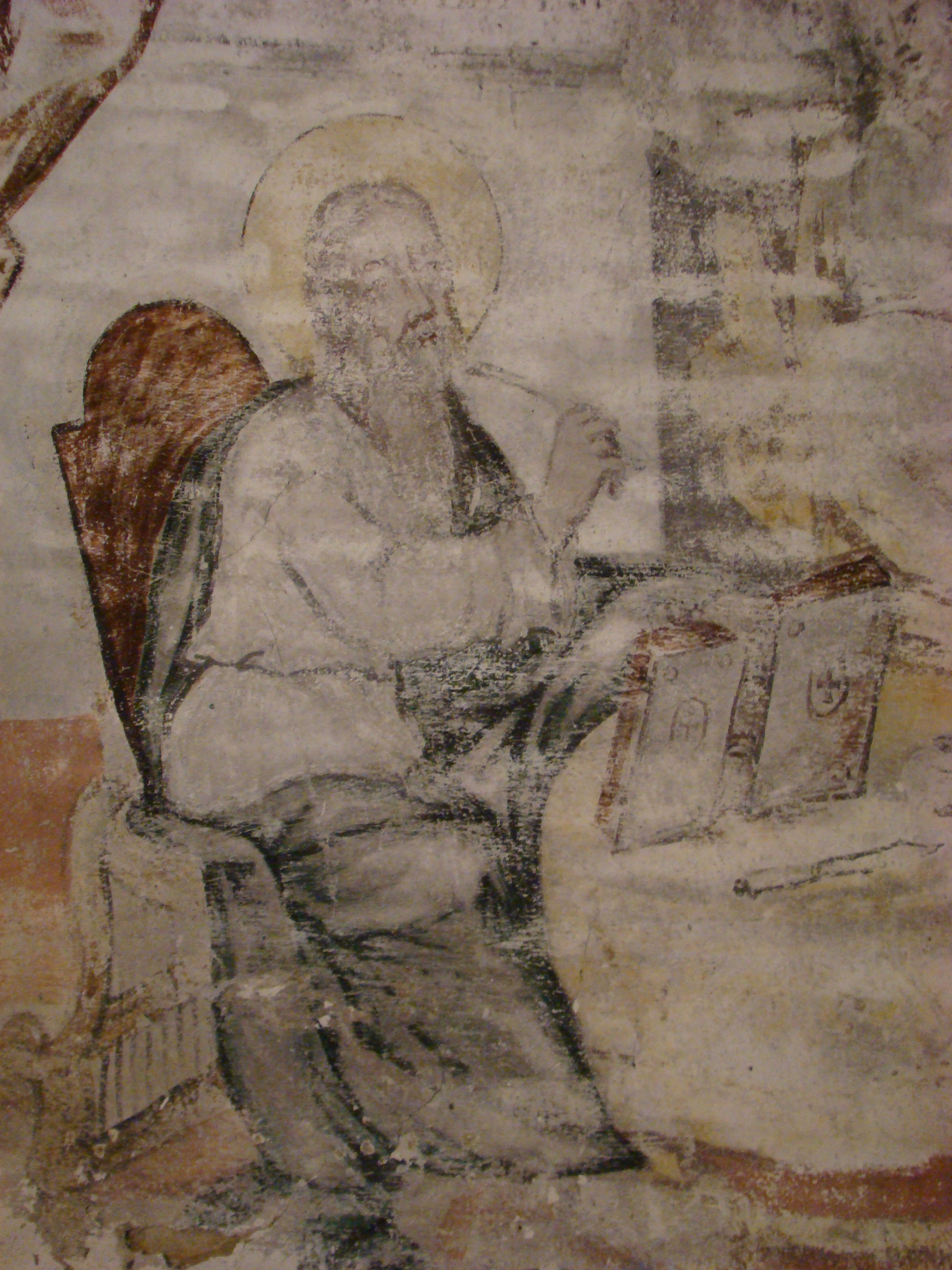
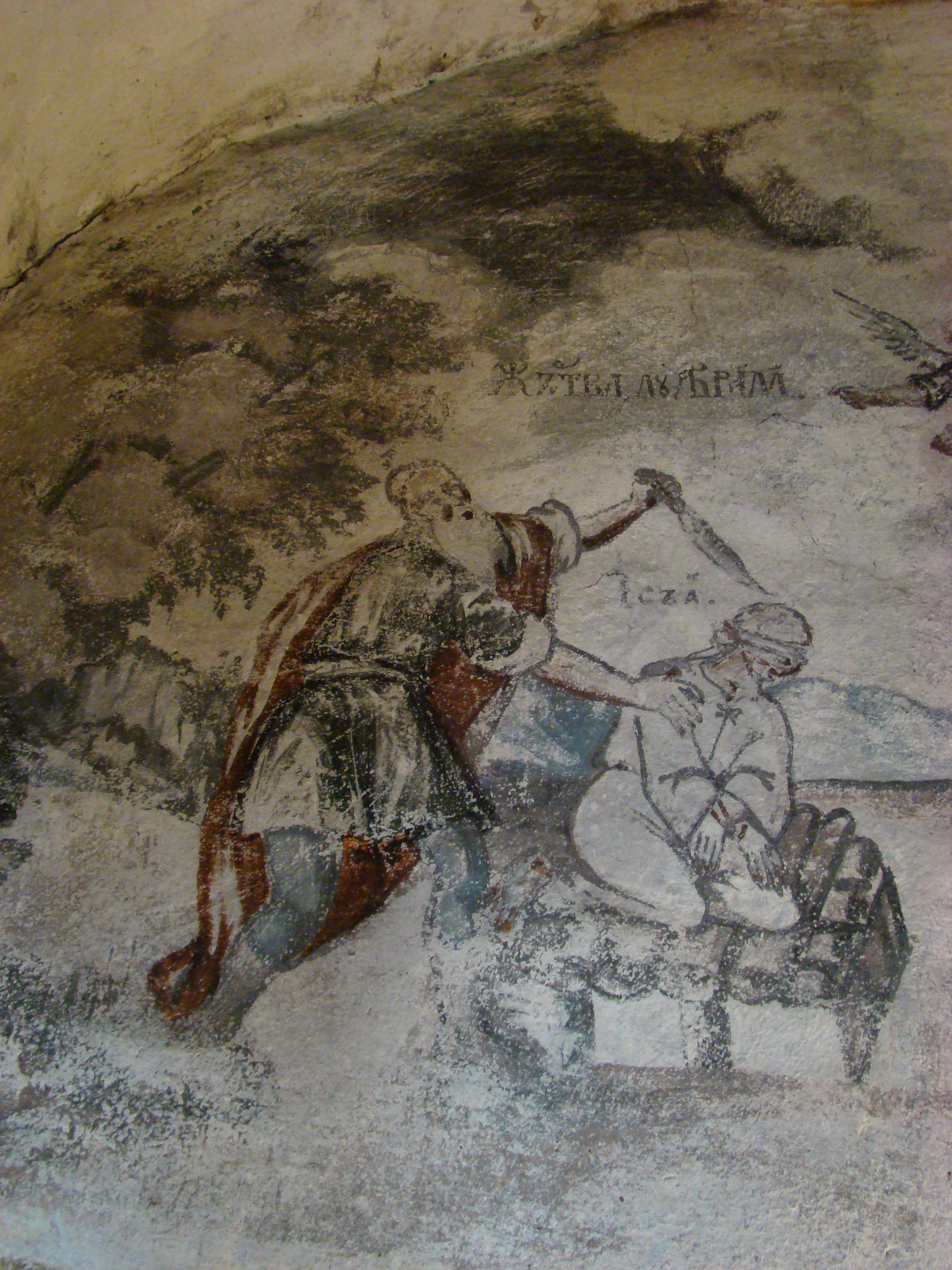
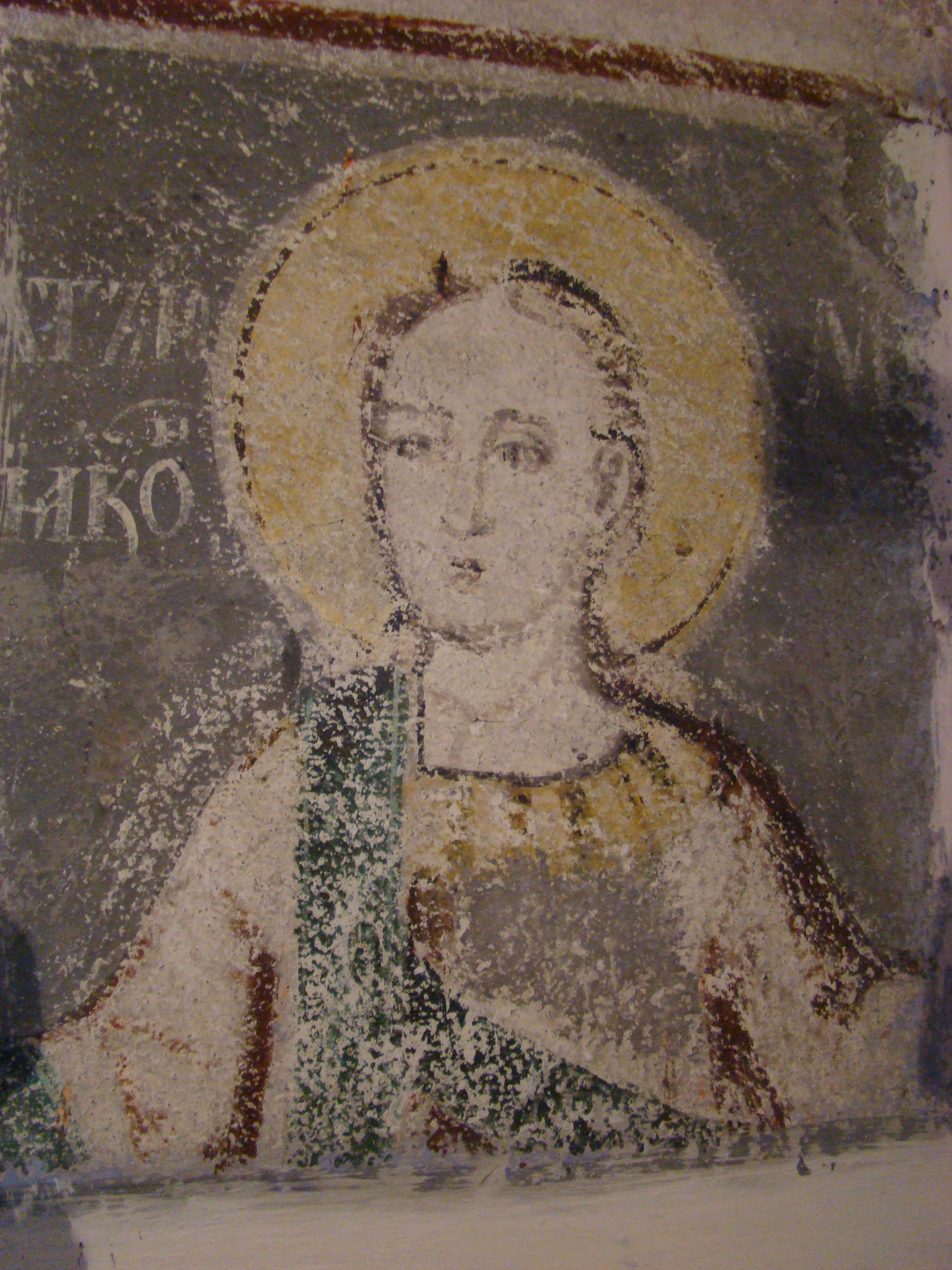
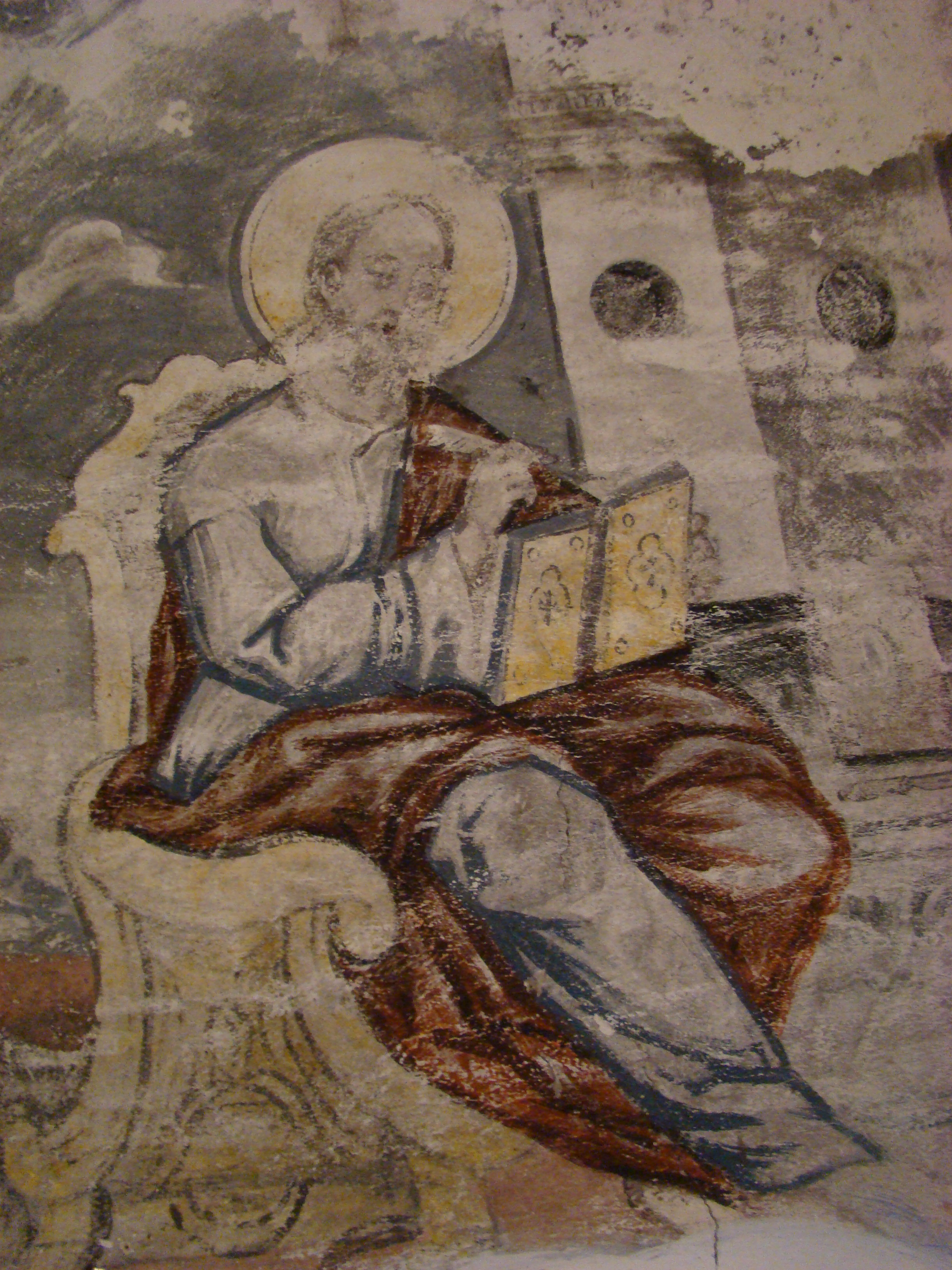
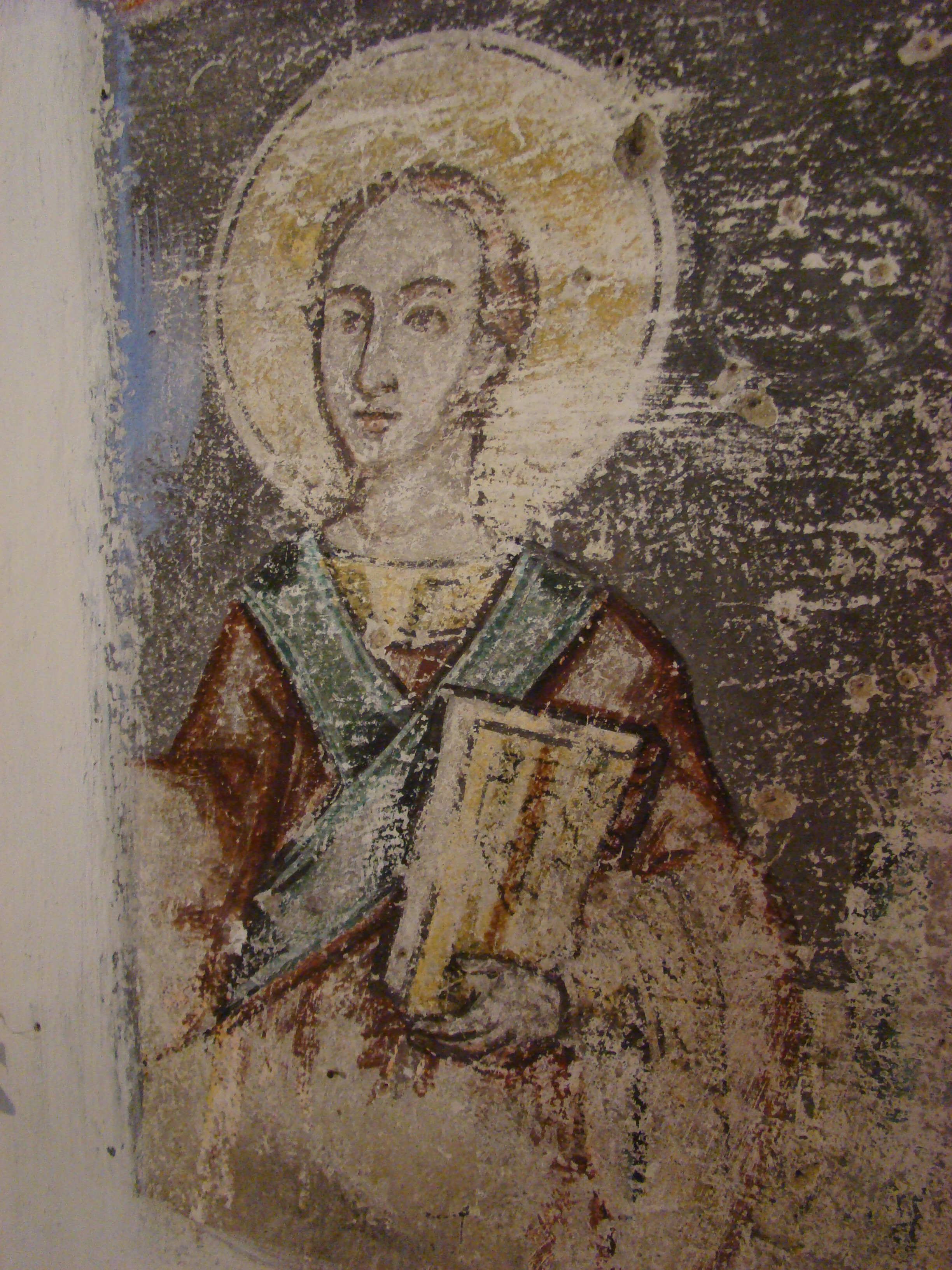
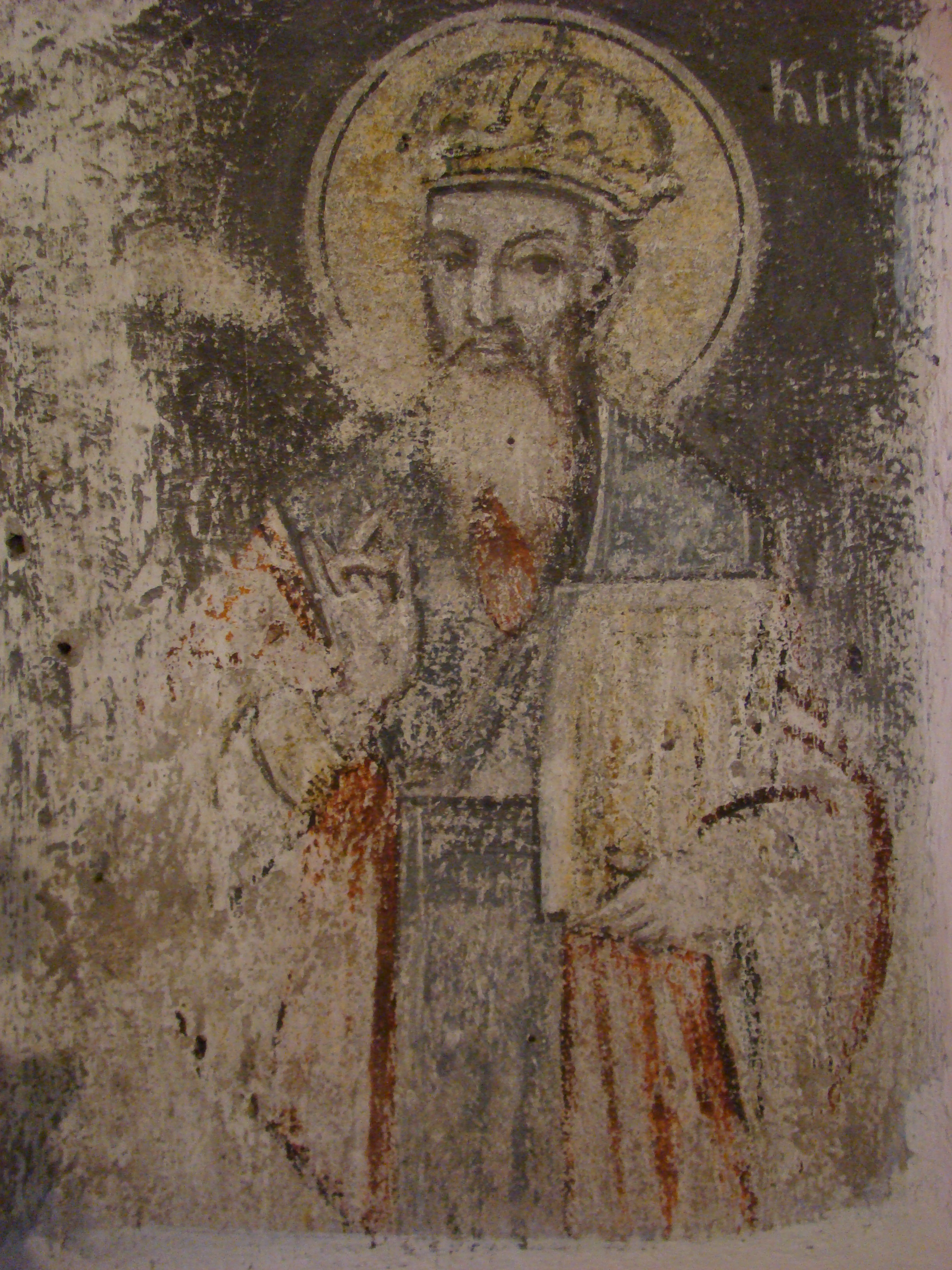